# Непомнящий, Ян Александрович
Ян Алекса́ндрович Непо́мнящий (в шахматном сообществе получил прозвище Не́по; род. 14 июля 1990, Брянск) — российский шахматист, гроссмейстер (2007), киберспортсмен и стример. Дважды участник матчей за звание чемпиона мира (2021, 2023), чемпион Европы (2010). Двукратный чемпион России (2010 и 2020), двукратный победитель командного чемпионата мира в составе команды России (2013 и 2019). Чемпион мира по блиц-шахматам (2024), разделил 1-е место с Магнусом Карлсеном.
В составе сборной России — участник Олимпиад: 2010 (2-я команда) и 2014, а на олимпиадах 2016 и 2018 годов — бронзовый призёр в составе сборной.

## Биография

### Детство
Непомнящий родился в Брянске 14 июля 1990 года и вырос в семье педагогов, в детстве увлёкся литературой и шахматами. Научился играть в 5 лет, с ним занимались дядя Игорь и дед Борис Иосифович (1929—1998), известный брянский педагог и поэт-лирик.
Сначала наблюдал, как дед играет, потом стал играть с ним. Потом начал обыгрывать. В чем была слабость его игры? Возраст. Память уже была не та. А шахматы — это прежде всего логика, характер, фантазия и память. <…> Для него в шахматах главное ход мысли, а для меня — победа.
Первым настоящим шахматным тренером стал Валентин Евдокименко, который занимался с Непомнящим с 5 до 13 лет. В семилетнем возрасте Непомнящий выполнил 1-й разряд и стал чемпионом Брянской области. Считалось, что на детском уровне Непомнящий был на равных с Магнусом Карлсеном или сильнее него — на юношеских чемпионатах в 2002 и 2003 годах смог обыграть Карлсена. Достиг больших успехов в юношеских чемпионатах:
- Чемпион Европы до 10 лет[англ.] (2000)[16];
- Чемпион Европы до 12 лет (2001[17] и 2002[18]);
- Чемпион мира до 12 лет (2002)[19];
- Чемпион России до 18 лет (2004)[20];
- 2-3 места на чемпионате мира до 16 лет (2005)[21].

Под руководством Евдокименко одержал первую серьёзную победу над опытным мастером спорта Борисом Каталымовым. В дальнейшем Непомнящий стал играть сильнее Евдокименко, поэтому тренер передал его Валерию Зильберштейну.
После распада СССР в семье Непомнящего иногда несколько месяцев ради одного крупного турнира копили деньги. Когда шахматист стал показывать стабильные успешные результаты, расходы стали на себя брать организаторы соревнований.

### Профессиональная карьера
В 2006 году в Томске разделил 2-е место в Высшей лиге и вышел в суперфинал чемпионата России, где поделил 8-10 места.

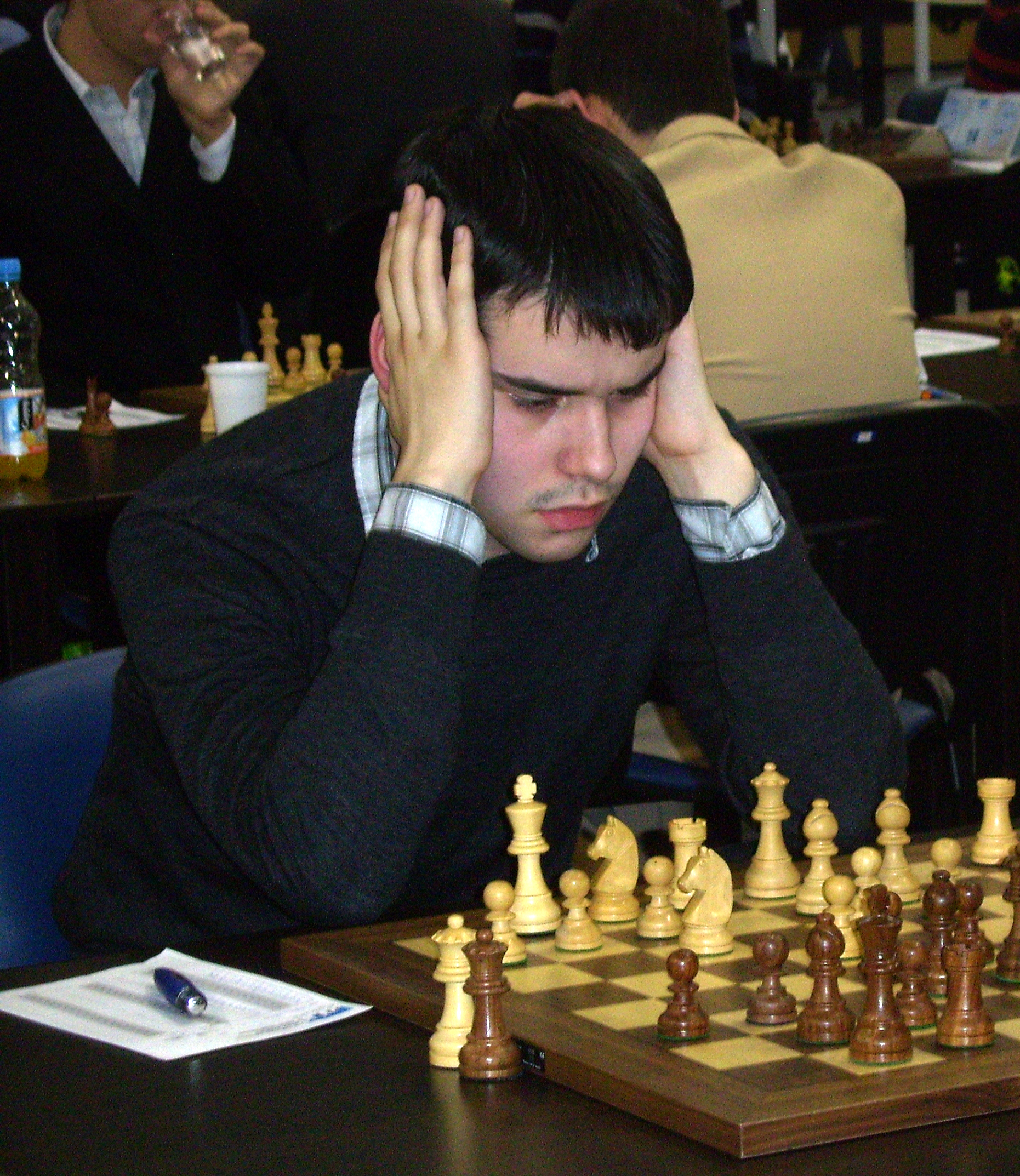
В 2010 году

В 2007 году после окончания школы Непомнящий переехал в Москву. На мемориале Владимира Дворковича в команде стал победителем и получил 100 000 рублей. В том же году стал гроссмейстером, выполнив 3 нормы на турнирах:
- Corus Chess (1-е место)[26];
- Чемпионат Европы 2007 (70-е место)[27];
- Мемориал Сомова (1-3 места)[28].

После получения титула гроссмейстера начал заниматься с Владимиром Поткиным (продолжает по настоящее время). Под его руководством одержал победу на Аэрофлот Опен 2008 — одном из сильнейших турниров в мире. Фаворитом он не был — 20-е стартовое место при 66 участниках. Благодаря этой победе получил возможность участвовать на международном турнире в Дортмунде, где разделил 2-5 места. В 2009 году стал финалистом Кубка России (проиграл Евгению Барееву).

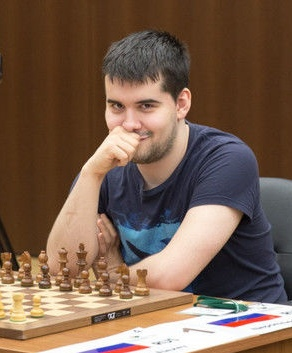
В 2014 году

2010 стал одним из лучших для Непомнящего. Он победил на чемпионате Европы: был 35-м стартовым с рейтингом 2656. Среди участников были более 150 гроссмейстеров, Непомнящий занял чистое 1-е место с результатом 7 из 9.
Непомнящий доминировал на турнире и не показал слабости ни в какой его момент. Он оставался верен своему активному и немного необычному стилю, но воздерживался от принятия на себя необоснованных рисков.Янник Пеллетье, 
В декабре 2010 года стал победителем Суперфинала чемпионата России, показав перфоманс 2822.
В 2013 году окончил РГСУ. В составе сборной России выиграл командный чемпионат мира 2013: играл на 4-й доске и завоевал индивидуальную золотую медаль (5½ из 7, перфоманс 2858), единственный в команде одержал победы в решающих матчах против сборных Китая и Украины. Разделил 1-10 места на чемпионате Европы того же года.

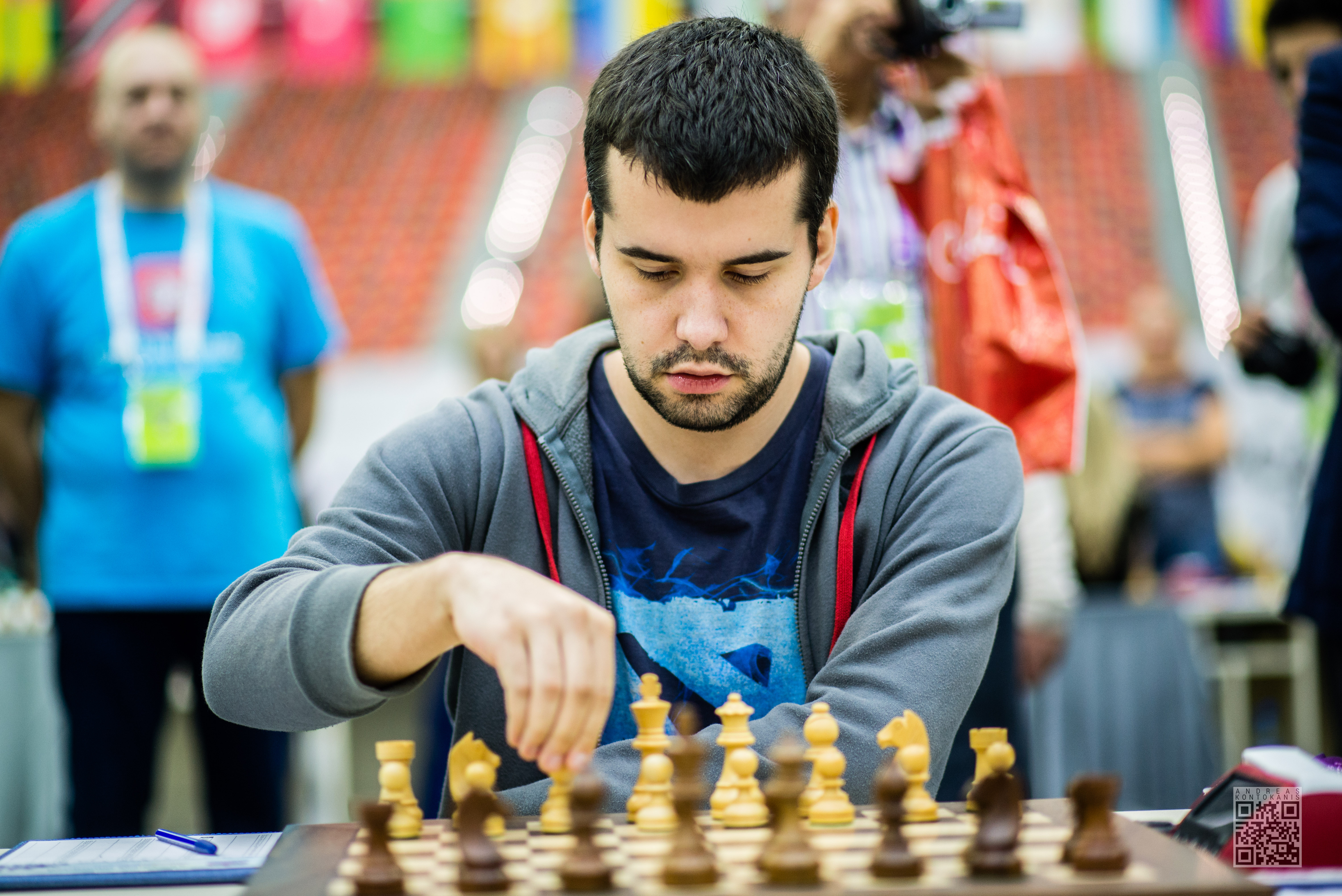
На Олимпиаде 2016

В июле 2016 года одержал победу в представительном турнире в Даньчжоу: занимал 1-е место с 4-го тура и до конца соревнования не уступал его. В том же году стал серебряным призёром олимпиады 2016 (стартовал 7 из 7, итоговый перфоманс 2804). Почти сразу после олимпиады занял 1-е место на Мемориале Таля: был последним 10-м стартовым с рейтингом 2740, но показал перфоманс 2887.
На командном чемпионате Европы 2017 у сборной России был наивысший рейтинг, она лидировала 8 туров из 9, но проиграла в конце сборной Азербайджана. Непомнящий сыграл не лучшим образом, но в партии против Виктора Лазничка показал хорошую дебютную подготовку и победил.
На турнире London Chess Classic 2017 финишировал 2-м с перфомансом 2909 — лучшим в своей карьере на тот момент (уступил на тай-брейке Фабиано Каруане). Впервые в классике обыграл действующего на тот момент чемпиона мира Карлсена. В конце 2017 года стал бронзовым призёром (1-3 места) чемпионата мира по рапиду.
В марте 2018 года на Мемориале Таля занял 3-е место. В июне завершился Пойковский 2018, где Непомнящий, лидировавший больший отрезок соревнования, не смог догнать Дмитрия Яковенко и разделил 2-3 места. В июле одержал победу на Дортмунде 2018 и на мемориале Гидеона Яфета.

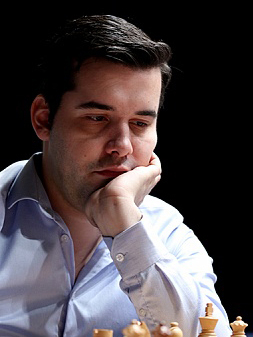
На Суперфинале ЧР 2018

На Олимпиаде 2018 Непомнящий лучше всех выступил среди лидеров сборной России. У сборной были трудные матчи против многих команд, но Непомнящий часто единственный в своей команде выигрывал свои партии. Перед последним туром сборная Россия делила 3-5 места. Непомнящий единственный в команде победил Этьена Бакро и завоевал бронзовую медаль в индивидуальном зачёте, а Россия победила Францию и стала бронзовым призёром. Непомнящий пошёл на острый вариант, требующий от чёрных точной защиты, но Бакро сделал 2 слабых хода (13-й и 16-й) и быстро проиграл.
[Event "43rd Olympiad 2018"]
[Site "Batumi GEO"]
[Date "2018.10.05"]
[Round "11.2"]
[White "Nepomniachtchi, I."]
[Black "Bacrot, E."]
[Result "1-0"]
[WhiteElo "2768"]
[BlackElo "2678"]
[Variant "Standard"]
[TimeControl "-"]
[ECO "A06"]
[Opening "Zukertort Opening"]
[Termination "Normal"]
[Annotator "lichess.org"]
1. Nf3 d5 2. e3 Nf6 3. c4 e6 4. Nc3 Be7 5. b3 O-O 6. Bb2 c5 7. cxd5 Nxd5 8. h4 b6 9. Qb1 h6 10. g4 Bb7 11. Rh3 Nd7 12. g5 h5 13. Bd3 Nb4 14. Bh7+ Kh8 15. Be4 Nd5 16. Ne2 f5 17. gxf6 N7xf6 18. Ng5 Nxe4 19. Qxe4 Bxg5 20. hxg5 Nf4 21. Qxb7 Nd3+ 22. Kf1 Nxb2 23. Rxh5+ Kg8 24. g6
На командном чемпионате мира 2019 сборная России не потерпела ни одного командного поражения, единолично лидировала после 3 тура и обеспечила 1-е место за тур до конца. Непомнящий выиграл ключевую партию у Рауфа Мамедова и помог сборной избежать поражения от команды Азербайджана.
После остановки турнира претендентов 2020 Непомнящий успешно выступал в онлайн-турнирах: стал победителем онлайн-олимпиады 2020 в составе сборной России, дошёл до финала в турнире Legends of Chess и до полуфинала Chessable Masters в рамках Magnus Carlsen Chess Tour 2020.
В декабре 2020 года одержал победу в Суперфинале чемпионата России, набрав 7,5 очков из 11 (+5−1=5) и показав перфоманс 2813. Основным соперником вплоть до последнего тура был Сергей Карякин, поэтому обоим приходилось играть на победу как за белых, так и за чёрных. В середине турнира они встретились, Непомнящий применил новинку и победил — Карякин стал долго думать и потерял нить игры. В последнем туре Карякин проиграл, а Непомнящий стал чемпионом России.
В августе 2024 года стал бронзовым призёром командного чемпионата мира по рапиду в составе WR Chess Team.
8 раз становился призёром командного чемпионата России.
- Золото (2015 — рапид, ШСМ «Наше Наследие»-1[69]; 2017 — «Сибирь-Сириус»[70]),
- Серебро (2009 — ШСМ-64[71]; 2014 — ШСМ «Наше Наследие»[72]; 2016 — ШСМ «Legacy Square Capital»[73])
- Бронза (2006 — Томск-400[74]; 2007 — «Элара»[75]; 2015, блиц — ШСМ «Наше Наследие»-1[69]).

Принял участие в 6 кубках мира (2011 (1/16), 2013 (1/64), 2015 (1/32), 2017 (1/16), 2019 (1/8), 2023 (1/8)). В 2021 году не играл, так как готовился к матчу против Карлсена.
В феврале 2025 года возглавил шахматную команду Aurora Gaming для участия в киберспортивном фестивале Esports World Cup 2025г в Эр-Рияде. В июле снялся с турнира Freestyle Chess по семейным обстоятельствам. 8 июля умерла мать шахматиста Лилия Борисовна.

### Гонка за титулом чемпиона мира

#### 2018—2021
В мае 2019 года Непомнящий выиграл Гран-при ФИДЕ в Москве. В ноябре был выбит в 1-м раунде на этапе в Гамбурге, поэтому последний шанс отыграться был в декабре в Иерусалиме, где Непомнящий и занял 1-е место. В общем зачёте Гран-при Непомнящий занял 2-е место и квалифицировался на турнир претендентов 2020.
По результатам 1-го круга турнира набрал 4½ очка из 7 (+3−1=3) и с Максимом Вашье-Лагравом делил 1—2 места. В апреле 2021 года турнир возобновился, и Непомнящий за тур до финиша выиграл его, получив право на матч с чемпионом мира Магнусом Карлсеном.
Матч прошёл с 24 ноября по 10 декабря 2021 года в Дубае во время всемирной выставки 2021 и закончился досрочно победой действующего чемпиона мира со счётом 7½— 3½.
|   | a | b | c | d | e | f | g | h |   |
| - | --- | --- | --- | --- | --- | --- | --- | --- | - |
| 8 | e8 чёрный король · e5 белая пешка · f5 белая ладья · f4 белая пешка · g3 белый конь · h3 белый король · a2 чёрный ферзь | e8 чёрный король · e5 белая пешка · f5 белая ладья · f4 белая пешка · g3 белый конь · h3 белый король · a2 чёрный ферзь | e8 чёрный король · e5 белая пешка · f5 белая ладья · f4 белая пешка · g3 белый конь · h3 белый король · a2 чёрный ферзь | e8 чёрный король · e5 белая пешка · f5 белая ладья · f4 белая пешка · g3 белый конь · h3 белый король · a2 чёрный ферзь | e8 чёрный король · e5 белая пешка · f5 белая ладья · f4 белая пешка · g3 белый конь · h3 белый король · a2 чёрный ферзь | e8 чёрный король · e5 белая пешка · f5 белая ладья · f4 белая пешка · g3 белый конь · h3 белый король · a2 чёрный ферзь | e8 чёрный король · e5 белая пешка · f5 белая ладья · f4 белая пешка · g3 белый конь · h3 белый король · a2 чёрный ферзь | e8 чёрный король · e5 белая пешка · f5 белая ладья · f4 белая пешка · g3 белый конь · h3 белый король · a2 чёрный ферзь | 8 |
| 7 | e8 чёрный король · e5 белая пешка · f5 белая ладья · f4 белая пешка · g3 белый конь · h3 белый король · a2 чёрный ферзь | e8 чёрный король · e5 белая пешка · f5 белая ладья · f4 белая пешка · g3 белый конь · h3 белый король · a2 чёрный ферзь | e8 чёрный король · e5 белая пешка · f5 белая ладья · f4 белая пешка · g3 белый конь · h3 белый король · a2 чёрный ферзь | e8 чёрный король · e5 белая пешка · f5 белая ладья · f4 белая пешка · g3 белый конь · h3 белый король · a2 чёрный ферзь | e8 чёрный король · e5 белая пешка · f5 белая ладья · f4 белая пешка · g3 белый конь · h3 белый король · a2 чёрный ферзь | e8 чёрный король · e5 белая пешка · f5 белая ладья · f4 белая пешка · g3 белый конь · h3 белый король · a2 чёрный ферзь | e8 чёрный король · e5 белая пешка · f5 белая ладья · f4 белая пешка · g3 белый конь · h3 белый король · a2 чёрный ферзь | e8 чёрный король · e5 белая пешка · f5 белая ладья · f4 белая пешка · g3 белый конь · h3 белый король · a2 чёрный ферзь | 7 |
| 6 | e8 чёрный король · e5 белая пешка · f5 белая ладья · f4 белая пешка · g3 белый конь · h3 белый король · a2 чёрный ферзь | e8 чёрный король · e5 белая пешка · f5 белая ладья · f4 белая пешка · g3 белый конь · h3 белый король · a2 чёрный ферзь | e8 чёрный король · e5 белая пешка · f5 белая ладья · f4 белая пешка · g3 белый конь · h3 белый король · a2 чёрный ферзь | e8 чёрный король · e5 белая пешка · f5 белая ладья · f4 белая пешка · g3 белый конь · h3 белый король · a2 чёрный ферзь | e8 чёрный король · e5 белая пешка · f5 белая ладья · f4 белая пешка · g3 белый конь · h3 белый король · a2 чёрный ферзь | e8 чёрный король · e5 белая пешка · f5 белая ладья · f4 белая пешка · g3 белый конь · h3 белый король · a2 чёрный ферзь | e8 чёрный король · e5 белая пешка · f5 белая ладья · f4 белая пешка · g3 белый конь · h3 белый король · a2 чёрный ферзь | e8 чёрный король · e5 белая пешка · f5 белая ладья · f4 белая пешка · g3 белый конь · h3 белый король · a2 чёрный ферзь | 6 |
| 5 | e8 чёрный король · e5 белая пешка · f5 белая ладья · f4 белая пешка · g3 белый конь · h3 белый король · a2 чёрный ферзь | e8 чёрный король · e5 белая пешка · f5 белая ладья · f4 белая пешка · g3 белый конь · h3 белый король · a2 чёрный ферзь | e8 чёрный король · e5 белая пешка · f5 белая ладья · f4 белая пешка · g3 белый конь · h3 белый король · a2 чёрный ферзь | e8 чёрный король · e5 белая пешка · f5 белая ладья · f4 белая пешка · g3 белый конь · h3 белый король · a2 чёрный ферзь | e8 чёрный король · e5 белая пешка · f5 белая ладья · f4 белая пешка · g3 белый конь · h3 белый король · a2 чёрный ферзь | e8 чёрный король · e5 белая пешка · f5 белая ладья · f4 белая пешка · g3 белый конь · h3 белый король · a2 чёрный ферзь | e8 чёрный король · e5 белая пешка · f5 белая ладья · f4 белая пешка · g3 белый конь · h3 белый король · a2 чёрный ферзь | e8 чёрный король · e5 белая пешка · f5 белая ладья · f4 белая пешка · g3 белый конь · h3 белый король · a2 чёрный ферзь | 5 |
| 4 | e8 чёрный король · e5 белая пешка · f5 белая ладья · f4 белая пешка · g3 белый конь · h3 белый король · a2 чёрный ферзь | e8 чёрный король · e5 белая пешка · f5 белая ладья · f4 белая пешка · g3 белый конь · h3 белый король · a2 чёрный ферзь | e8 чёрный король · e5 белая пешка · f5 белая ладья · f4 белая пешка · g3 белый конь · h3 белый король · a2 чёрный ферзь | e8 чёрный король · e5 белая пешка · f5 белая ладья · f4 белая пешка · g3 белый конь · h3 белый король · a2 чёрный ферзь | e8 чёрный король · e5 белая пешка · f5 белая ладья · f4 белая пешка · g3 белый конь · h3 белый король · a2 чёрный ферзь | e8 чёрный король · e5 белая пешка · f5 белая ладья · f4 белая пешка · g3 белый конь · h3 белый король · a2 чёрный ферзь | e8 чёрный король · e5 белая пешка · f5 белая ладья · f4 белая пешка · g3 белый конь · h3 белый король · a2 чёрный ферзь | e8 чёрный король · e5 белая пешка · f5 белая ладья · f4 белая пешка · g3 белый конь · h3 белый король · a2 чёрный ферзь | 4 |
| 3 | e8 чёрный король · e5 белая пешка · f5 белая ладья · f4 белая пешка · g3 белый конь · h3 белый король · a2 чёрный ферзь | e8 чёрный король · e5 белая пешка · f5 белая ладья · f4 белая пешка · g3 белый конь · h3 белый король · a2 чёрный ферзь | e8 чёрный король · e5 белая пешка · f5 белая ладья · f4 белая пешка · g3 белый конь · h3 белый король · a2 чёрный ферзь | e8 чёрный король · e5 белая пешка · f5 белая ладья · f4 белая пешка · g3 белый конь · h3 белый король · a2 чёрный ферзь | e8 чёрный король · e5 белая пешка · f5 белая ладья · f4 белая пешка · g3 белый конь · h3 белый король · a2 чёрный ферзь | e8 чёрный король · e5 белая пешка · f5 белая ладья · f4 белая пешка · g3 белый конь · h3 белый король · a2 чёрный ферзь | e8 чёрный король · e5 белая пешка · f5 белая ладья · f4 белая пешка · g3 белый конь · h3 белый король · a2 чёрный ферзь | e8 чёрный король · e5 белая пешка · f5 белая ладья · f4 белая пешка · g3 белый конь · h3 белый король · a2 чёрный ферзь | 3 |
| 2 | e8 чёрный король · e5 белая пешка · f5 белая ладья · f4 белая пешка · g3 белый конь · h3 белый король · a2 чёрный ферзь | e8 чёрный король · e5 белая пешка · f5 белая ладья · f4 белая пешка · g3 белый конь · h3 белый король · a2 чёрный ферзь | e8 чёрный король · e5 белая пешка · f5 белая ладья · f4 белая пешка · g3 белый конь · h3 белый король · a2 чёрный ферзь | e8 чёрный король · e5 белая пешка · f5 белая ладья · f4 белая пешка · g3 белый конь · h3 белый король · a2 чёрный ферзь | e8 чёрный король · e5 белая пешка · f5 белая ладья · f4 белая пешка · g3 белый конь · h3 белый король · a2 чёрный ферзь | e8 чёрный король · e5 белая пешка · f5 белая ладья · f4 белая пешка · g3 белый конь · h3 белый король · a2 чёрный ферзь | e8 чёрный король · e5 белая пешка · f5 белая ладья · f4 белая пешка · g3 белый конь · h3 белый король · a2 чёрный ферзь | e8 чёрный король · e5 белая пешка · f5 белая ладья · f4 белая пешка · g3 белый конь · h3 белый король · a2 чёрный ферзь | 2 |
| 1 | e8 чёрный король · e5 белая пешка · f5 белая ладья · f4 белая пешка · g3 белый конь · h3 белый король · a2 чёрный ферзь | e8 чёрный король · e5 белая пешка · f5 белая ладья · f4 белая пешка · g3 белый конь · h3 белый король · a2 чёрный ферзь | e8 чёрный король · e5 белая пешка · f5 белая ладья · f4 белая пешка · g3 белый конь · h3 белый король · a2 чёрный ферзь | e8 чёрный король · e5 белая пешка · f5 белая ладья · f4 белая пешка · g3 белый конь · h3 белый король · a2 чёрный ферзь | e8 чёрный король · e5 белая пешка · f5 белая ладья · f4 белая пешка · g3 белый конь · h3 белый король · a2 чёрный ферзь | e8 чёрный король · e5 белая пешка · f5 белая ладья · f4 белая пешка · g3 белый конь · h3 белый король · a2 чёрный ферзь | e8 чёрный король · e5 белая пешка · f5 белая ладья · f4 белая пешка · g3 белый конь · h3 белый король · a2 чёрный ферзь | e8 чёрный король · e5 белая пешка · f5 белая ладья · f4 белая пешка · g3 белый конь · h3 белый король · a2 чёрный ферзь | 1 |
|   | a | b | c | d | e | f | g | h |   |

Счёт открылся в шестой партии. Она побила рекорд по количеству ходов (136, предыдущий — 124 хода в матче 1978 года Корчной — Карпов), а также стала первой результативной со времён 10-й партии матча 2016 года. Карлсен играл белыми, получился эндшпиль 2 ладьи и конь у Карлсена, у Непомнящего — ферзь и слон. В дальнейшем получилась позиция ладья, конь и 3 пешки против ферзя и пешки. У Непомнящего были шансы на победу, но он допустил ошибку и не смог даже сделать ничью. Последняя ошибка была на 130-м ходу (диаграмма). Согласно эндшпильным базам чёрные делают ничью после ходов Фc2 и Фb1, так как не дают белому королю пройти вперёд. Непомнящий сыграл 130…Фe6, в итоге Карлсен смог провести короля и спрятать его от шахов. Эта партия стала роковой в матче для Непомнящего. Газета The New York Times назвала партию «эпической битвой, которая переписала книги шахматных рекордов».
В 8-й партии Непомнящий ошибся, отдав пешку в миттельшпиле, и Карлсен смог чётко реализовать перевес. В 9-й партии Непомнящий на 24-м ходу выиграл пешку в сложной позиции, но через 1 ход позволил Карлсену поймать его слона, чемпион мира остался с лишней фигурой и реализовал перевес. В 11-й партии Непомнящий допустил одноходовый зевок, после чего Карлсен начал сильную атаку, получил лучший для себя ладейный эндшпиль и смог победить.
Непомнящий удивил Карлсена скоростью принятия решений даже в непростых позициях. Он часто тратил на ход примерно 5 минут, после чего удалялся в комнату отдыха. По мнению Карлсена, сильными сторонами Непомнящего являются динамическая фантазия и тактическая зоркость, которые позволяют находить скрытые внутренние ресурсы в позиции. При этом Карлсен указал психологическую неустойчивость уязвимым местом Непомнящего.

#### 2022—2023
|   | a | b | c | d | e | f | g | h |   |
| - | --- | --- | --- | --- | --- | --- | --- | --- | - |
| 8 | e8 чёрная ладья · g8 чёрный король · a7 чёрная пешка · b7 чёрная пешка · f7 чёрная пешка · g7 чёрная пешка · c6 чёрная пешка · e6 чёрная ладья · h6 чёрная пешка · d5 чёрный конь · h5 чёрный ферзь · b4 белая пешка · c4 белый конь · d4 белая ладья · e4 чёрная пешка · g4 чёрный слон · h4 белая пешка · a3 белая пешка · e3 белая пешка · g3 белая пешка · d2 белый ферзь · e2 белая пешка · f2 белая пешка · g2 белый слон · h2 белый король · a1 белая ладья | e8 чёрная ладья · g8 чёрный король · a7 чёрная пешка · b7 чёрная пешка · f7 чёрная пешка · g7 чёрная пешка · c6 чёрная пешка · e6 чёрная ладья · h6 чёрная пешка · d5 чёрный конь · h5 чёрный ферзь · b4 белая пешка · c4 белый конь · d4 белая ладья · e4 чёрная пешка · g4 чёрный слон · h4 белая пешка · a3 белая пешка · e3 белая пешка · g3 белая пешка · d2 белый ферзь · e2 белая пешка · f2 белая пешка · g2 белый слон · h2 белый король · a1 белая ладья | e8 чёрная ладья · g8 чёрный король · a7 чёрная пешка · b7 чёрная пешка · f7 чёрная пешка · g7 чёрная пешка · c6 чёрная пешка · e6 чёрная ладья · h6 чёрная пешка · d5 чёрный конь · h5 чёрный ферзь · b4 белая пешка · c4 белый конь · d4 белая ладья · e4 чёрная пешка · g4 чёрный слон · h4 белая пешка · a3 белая пешка · e3 белая пешка · g3 белая пешка · d2 белый ферзь · e2 белая пешка · f2 белая пешка · g2 белый слон · h2 белый король · a1 белая ладья | e8 чёрная ладья · g8 чёрный король · a7 чёрная пешка · b7 чёрная пешка · f7 чёрная пешка · g7 чёрная пешка · c6 чёрная пешка · e6 чёрная ладья · h6 чёрная пешка · d5 чёрный конь · h5 чёрный ферзь · b4 белая пешка · c4 белый конь · d4 белая ладья · e4 чёрная пешка · g4 чёрный слон · h4 белая пешка · a3 белая пешка · e3 белая пешка · g3 белая пешка · d2 белый ферзь · e2 белая пешка · f2 белая пешка · g2 белый слон · h2 белый король · a1 белая ладья | e8 чёрная ладья · g8 чёрный король · a7 чёрная пешка · b7 чёрная пешка · f7 чёрная пешка · g7 чёрная пешка · c6 чёрная пешка · e6 чёрная ладья · h6 чёрная пешка · d5 чёрный конь · h5 чёрный ферзь · b4 белая пешка · c4 белый конь · d4 белая ладья · e4 чёрная пешка · g4 чёрный слон · h4 белая пешка · a3 белая пешка · e3 белая пешка · g3 белая пешка · d2 белый ферзь · e2 белая пешка · f2 белая пешка · g2 белый слон · h2 белый король · a1 белая ладья | e8 чёрная ладья · g8 чёрный король · a7 чёрная пешка · b7 чёрная пешка · f7 чёрная пешка · g7 чёрная пешка · c6 чёрная пешка · e6 чёрная ладья · h6 чёрная пешка · d5 чёрный конь · h5 чёрный ферзь · b4 белая пешка · c4 белый конь · d4 белая ладья · e4 чёрная пешка · g4 чёрный слон · h4 белая пешка · a3 белая пешка · e3 белая пешка · g3 белая пешка · d2 белый ферзь · e2 белая пешка · f2 белая пешка · g2 белый слон · h2 белый король · a1 белая ладья | e8 чёрная ладья · g8 чёрный король · a7 чёрная пешка · b7 чёрная пешка · f7 чёрная пешка · g7 чёрная пешка · c6 чёрная пешка · e6 чёрная ладья · h6 чёрная пешка · d5 чёрный конь · h5 чёрный ферзь · b4 белая пешка · c4 белый конь · d4 белая ладья · e4 чёрная пешка · g4 чёрный слон · h4 белая пешка · a3 белая пешка · e3 белая пешка · g3 белая пешка · d2 белый ферзь · e2 белая пешка · f2 белая пешка · g2 белый слон · h2 белый король · a1 белая ладья | e8 чёрная ладья · g8 чёрный король · a7 чёрная пешка · b7 чёрная пешка · f7 чёрная пешка · g7 чёрная пешка · c6 чёрная пешка · e6 чёрная ладья · h6 чёрная пешка · d5 чёрный конь · h5 чёрный ферзь · b4 белая пешка · c4 белый конь · d4 белая ладья · e4 чёрная пешка · g4 чёрный слон · h4 белая пешка · a3 белая пешка · e3 белая пешка · g3 белая пешка · d2 белый ферзь · e2 белая пешка · f2 белая пешка · g2 белый слон · h2 белый король · a1 белая ладья | 8 |
| 7 | e8 чёрная ладья · g8 чёрный король · a7 чёрная пешка · b7 чёрная пешка · f7 чёрная пешка · g7 чёрная пешка · c6 чёрная пешка · e6 чёрная ладья · h6 чёрная пешка · d5 чёрный конь · h5 чёрный ферзь · b4 белая пешка · c4 белый конь · d4 белая ладья · e4 чёрная пешка · g4 чёрный слон · h4 белая пешка · a3 белая пешка · e3 белая пешка · g3 белая пешка · d2 белый ферзь · e2 белая пешка · f2 белая пешка · g2 белый слон · h2 белый король · a1 белая ладья | e8 чёрная ладья · g8 чёрный король · a7 чёрная пешка · b7 чёрная пешка · f7 чёрная пешка · g7 чёрная пешка · c6 чёрная пешка · e6 чёрная ладья · h6 чёрная пешка · d5 чёрный конь · h5 чёрный ферзь · b4 белая пешка · c4 белый конь · d4 белая ладья · e4 чёрная пешка · g4 чёрный слон · h4 белая пешка · a3 белая пешка · e3 белая пешка · g3 белая пешка · d2 белый ферзь · e2 белая пешка · f2 белая пешка · g2 белый слон · h2 белый король · a1 белая ладья | e8 чёрная ладья · g8 чёрный король · a7 чёрная пешка · b7 чёрная пешка · f7 чёрная пешка · g7 чёрная пешка · c6 чёрная пешка · e6 чёрная ладья · h6 чёрная пешка · d5 чёрный конь · h5 чёрный ферзь · b4 белая пешка · c4 белый конь · d4 белая ладья · e4 чёрная пешка · g4 чёрный слон · h4 белая пешка · a3 белая пешка · e3 белая пешка · g3 белая пешка · d2 белый ферзь · e2 белая пешка · f2 белая пешка · g2 белый слон · h2 белый король · a1 белая ладья | e8 чёрная ладья · g8 чёрный король · a7 чёрная пешка · b7 чёрная пешка · f7 чёрная пешка · g7 чёрная пешка · c6 чёрная пешка · e6 чёрная ладья · h6 чёрная пешка · d5 чёрный конь · h5 чёрный ферзь · b4 белая пешка · c4 белый конь · d4 белая ладья · e4 чёрная пешка · g4 чёрный слон · h4 белая пешка · a3 белая пешка · e3 белая пешка · g3 белая пешка · d2 белый ферзь · e2 белая пешка · f2 белая пешка · g2 белый слон · h2 белый король · a1 белая ладья | e8 чёрная ладья · g8 чёрный король · a7 чёрная пешка · b7 чёрная пешка · f7 чёрная пешка · g7 чёрная пешка · c6 чёрная пешка · e6 чёрная ладья · h6 чёрная пешка · d5 чёрный конь · h5 чёрный ферзь · b4 белая пешка · c4 белый конь · d4 белая ладья · e4 чёрная пешка · g4 чёрный слон · h4 белая пешка · a3 белая пешка · e3 белая пешка · g3 белая пешка · d2 белый ферзь · e2 белая пешка · f2 белая пешка · g2 белый слон · h2 белый король · a1 белая ладья | e8 чёрная ладья · g8 чёрный король · a7 чёрная пешка · b7 чёрная пешка · f7 чёрная пешка · g7 чёрная пешка · c6 чёрная пешка · e6 чёрная ладья · h6 чёрная пешка · d5 чёрный конь · h5 чёрный ферзь · b4 белая пешка · c4 белый конь · d4 белая ладья · e4 чёрная пешка · g4 чёрный слон · h4 белая пешка · a3 белая пешка · e3 белая пешка · g3 белая пешка · d2 белый ферзь · e2 белая пешка · f2 белая пешка · g2 белый слон · h2 белый король · a1 белая ладья | e8 чёрная ладья · g8 чёрный король · a7 чёрная пешка · b7 чёрная пешка · f7 чёрная пешка · g7 чёрная пешка · c6 чёрная пешка · e6 чёрная ладья · h6 чёрная пешка · d5 чёрный конь · h5 чёрный ферзь · b4 белая пешка · c4 белый конь · d4 белая ладья · e4 чёрная пешка · g4 чёрный слон · h4 белая пешка · a3 белая пешка · e3 белая пешка · g3 белая пешка · d2 белый ферзь · e2 белая пешка · f2 белая пешка · g2 белый слон · h2 белый король · a1 белая ладья | e8 чёрная ладья · g8 чёрный король · a7 чёрная пешка · b7 чёрная пешка · f7 чёрная пешка · g7 чёрная пешка · c6 чёрная пешка · e6 чёрная ладья · h6 чёрная пешка · d5 чёрный конь · h5 чёрный ферзь · b4 белая пешка · c4 белый конь · d4 белая ладья · e4 чёрная пешка · g4 чёрный слон · h4 белая пешка · a3 белая пешка · e3 белая пешка · g3 белая пешка · d2 белый ферзь · e2 белая пешка · f2 белая пешка · g2 белый слон · h2 белый король · a1 белая ладья | 7 |
| 6 | e8 чёрная ладья · g8 чёрный король · a7 чёрная пешка · b7 чёрная пешка · f7 чёрная пешка · g7 чёрная пешка · c6 чёрная пешка · e6 чёрная ладья · h6 чёрная пешка · d5 чёрный конь · h5 чёрный ферзь · b4 белая пешка · c4 белый конь · d4 белая ладья · e4 чёрная пешка · g4 чёрный слон · h4 белая пешка · a3 белая пешка · e3 белая пешка · g3 белая пешка · d2 белый ферзь · e2 белая пешка · f2 белая пешка · g2 белый слон · h2 белый король · a1 белая ладья | e8 чёрная ладья · g8 чёрный король · a7 чёрная пешка · b7 чёрная пешка · f7 чёрная пешка · g7 чёрная пешка · c6 чёрная пешка · e6 чёрная ладья · h6 чёрная пешка · d5 чёрный конь · h5 чёрный ферзь · b4 белая пешка · c4 белый конь · d4 белая ладья · e4 чёрная пешка · g4 чёрный слон · h4 белая пешка · a3 белая пешка · e3 белая пешка · g3 белая пешка · d2 белый ферзь · e2 белая пешка · f2 белая пешка · g2 белый слон · h2 белый король · a1 белая ладья | e8 чёрная ладья · g8 чёрный король · a7 чёрная пешка · b7 чёрная пешка · f7 чёрная пешка · g7 чёрная пешка · c6 чёрная пешка · e6 чёрная ладья · h6 чёрная пешка · d5 чёрный конь · h5 чёрный ферзь · b4 белая пешка · c4 белый конь · d4 белая ладья · e4 чёрная пешка · g4 чёрный слон · h4 белая пешка · a3 белая пешка · e3 белая пешка · g3 белая пешка · d2 белый ферзь · e2 белая пешка · f2 белая пешка · g2 белый слон · h2 белый король · a1 белая ладья | e8 чёрная ладья · g8 чёрный король · a7 чёрная пешка · b7 чёрная пешка · f7 чёрная пешка · g7 чёрная пешка · c6 чёрная пешка · e6 чёрная ладья · h6 чёрная пешка · d5 чёрный конь · h5 чёрный ферзь · b4 белая пешка · c4 белый конь · d4 белая ладья · e4 чёрная пешка · g4 чёрный слон · h4 белая пешка · a3 белая пешка · e3 белая пешка · g3 белая пешка · d2 белый ферзь · e2 белая пешка · f2 белая пешка · g2 белый слон · h2 белый король · a1 белая ладья | e8 чёрная ладья · g8 чёрный король · a7 чёрная пешка · b7 чёрная пешка · f7 чёрная пешка · g7 чёрная пешка · c6 чёрная пешка · e6 чёрная ладья · h6 чёрная пешка · d5 чёрный конь · h5 чёрный ферзь · b4 белая пешка · c4 белый конь · d4 белая ладья · e4 чёрная пешка · g4 чёрный слон · h4 белая пешка · a3 белая пешка · e3 белая пешка · g3 белая пешка · d2 белый ферзь · e2 белая пешка · f2 белая пешка · g2 белый слон · h2 белый король · a1 белая ладья | e8 чёрная ладья · g8 чёрный король · a7 чёрная пешка · b7 чёрная пешка · f7 чёрная пешка · g7 чёрная пешка · c6 чёрная пешка · e6 чёрная ладья · h6 чёрная пешка · d5 чёрный конь · h5 чёрный ферзь · b4 белая пешка · c4 белый конь · d4 белая ладья · e4 чёрная пешка · g4 чёрный слон · h4 белая пешка · a3 белая пешка · e3 белая пешка · g3 белая пешка · d2 белый ферзь · e2 белая пешка · f2 белая пешка · g2 белый слон · h2 белый король · a1 белая ладья | e8 чёрная ладья · g8 чёрный король · a7 чёрная пешка · b7 чёрная пешка · f7 чёрная пешка · g7 чёрная пешка · c6 чёрная пешка · e6 чёрная ладья · h6 чёрная пешка · d5 чёрный конь · h5 чёрный ферзь · b4 белая пешка · c4 белый конь · d4 белая ладья · e4 чёрная пешка · g4 чёрный слон · h4 белая пешка · a3 белая пешка · e3 белая пешка · g3 белая пешка · d2 белый ферзь · e2 белая пешка · f2 белая пешка · g2 белый слон · h2 белый король · a1 белая ладья | e8 чёрная ладья · g8 чёрный король · a7 чёрная пешка · b7 чёрная пешка · f7 чёрная пешка · g7 чёрная пешка · c6 чёрная пешка · e6 чёрная ладья · h6 чёрная пешка · d5 чёрный конь · h5 чёрный ферзь · b4 белая пешка · c4 белый конь · d4 белая ладья · e4 чёрная пешка · g4 чёрный слон · h4 белая пешка · a3 белая пешка · e3 белая пешка · g3 белая пешка · d2 белый ферзь · e2 белая пешка · f2 белая пешка · g2 белый слон · h2 белый король · a1 белая ладья | 6 |
| 5 | e8 чёрная ладья · g8 чёрный король · a7 чёрная пешка · b7 чёрная пешка · f7 чёрная пешка · g7 чёрная пешка · c6 чёрная пешка · e6 чёрная ладья · h6 чёрная пешка · d5 чёрный конь · h5 чёрный ферзь · b4 белая пешка · c4 белый конь · d4 белая ладья · e4 чёрная пешка · g4 чёрный слон · h4 белая пешка · a3 белая пешка · e3 белая пешка · g3 белая пешка · d2 белый ферзь · e2 белая пешка · f2 белая пешка · g2 белый слон · h2 белый король · a1 белая ладья | e8 чёрная ладья · g8 чёрный король · a7 чёрная пешка · b7 чёрная пешка · f7 чёрная пешка · g7 чёрная пешка · c6 чёрная пешка · e6 чёрная ладья · h6 чёрная пешка · d5 чёрный конь · h5 чёрный ферзь · b4 белая пешка · c4 белый конь · d4 белая ладья · e4 чёрная пешка · g4 чёрный слон · h4 белая пешка · a3 белая пешка · e3 белая пешка · g3 белая пешка · d2 белый ферзь · e2 белая пешка · f2 белая пешка · g2 белый слон · h2 белый король · a1 белая ладья | e8 чёрная ладья · g8 чёрный король · a7 чёрная пешка · b7 чёрная пешка · f7 чёрная пешка · g7 чёрная пешка · c6 чёрная пешка · e6 чёрная ладья · h6 чёрная пешка · d5 чёрный конь · h5 чёрный ферзь · b4 белая пешка · c4 белый конь · d4 белая ладья · e4 чёрная пешка · g4 чёрный слон · h4 белая пешка · a3 белая пешка · e3 белая пешка · g3 белая пешка · d2 белый ферзь · e2 белая пешка · f2 белая пешка · g2 белый слон · h2 белый король · a1 белая ладья | e8 чёрная ладья · g8 чёрный король · a7 чёрная пешка · b7 чёрная пешка · f7 чёрная пешка · g7 чёрная пешка · c6 чёрная пешка · e6 чёрная ладья · h6 чёрная пешка · d5 чёрный конь · h5 чёрный ферзь · b4 белая пешка · c4 белый конь · d4 белая ладья · e4 чёрная пешка · g4 чёрный слон · h4 белая пешка · a3 белая пешка · e3 белая пешка · g3 белая пешка · d2 белый ферзь · e2 белая пешка · f2 белая пешка · g2 белый слон · h2 белый король · a1 белая ладья | e8 чёрная ладья · g8 чёрный король · a7 чёрная пешка · b7 чёрная пешка · f7 чёрная пешка · g7 чёрная пешка · c6 чёрная пешка · e6 чёрная ладья · h6 чёрная пешка · d5 чёрный конь · h5 чёрный ферзь · b4 белая пешка · c4 белый конь · d4 белая ладья · e4 чёрная пешка · g4 чёрный слон · h4 белая пешка · a3 белая пешка · e3 белая пешка · g3 белая пешка · d2 белый ферзь · e2 белая пешка · f2 белая пешка · g2 белый слон · h2 белый король · a1 белая ладья | e8 чёрная ладья · g8 чёрный король · a7 чёрная пешка · b7 чёрная пешка · f7 чёрная пешка · g7 чёрная пешка · c6 чёрная пешка · e6 чёрная ладья · h6 чёрная пешка · d5 чёрный конь · h5 чёрный ферзь · b4 белая пешка · c4 белый конь · d4 белая ладья · e4 чёрная пешка · g4 чёрный слон · h4 белая пешка · a3 белая пешка · e3 белая пешка · g3 белая пешка · d2 белый ферзь · e2 белая пешка · f2 белая пешка · g2 белый слон · h2 белый король · a1 белая ладья | e8 чёрная ладья · g8 чёрный король · a7 чёрная пешка · b7 чёрная пешка · f7 чёрная пешка · g7 чёрная пешка · c6 чёрная пешка · e6 чёрная ладья · h6 чёрная пешка · d5 чёрный конь · h5 чёрный ферзь · b4 белая пешка · c4 белый конь · d4 белая ладья · e4 чёрная пешка · g4 чёрный слон · h4 белая пешка · a3 белая пешка · e3 белая пешка · g3 белая пешка · d2 белый ферзь · e2 белая пешка · f2 белая пешка · g2 белый слон · h2 белый король · a1 белая ладья | e8 чёрная ладья · g8 чёрный король · a7 чёрная пешка · b7 чёрная пешка · f7 чёрная пешка · g7 чёрная пешка · c6 чёрная пешка · e6 чёрная ладья · h6 чёрная пешка · d5 чёрный конь · h5 чёрный ферзь · b4 белая пешка · c4 белый конь · d4 белая ладья · e4 чёрная пешка · g4 чёрный слон · h4 белая пешка · a3 белая пешка · e3 белая пешка · g3 белая пешка · d2 белый ферзь · e2 белая пешка · f2 белая пешка · g2 белый слон · h2 белый король · a1 белая ладья | 5 |
| 4 | e8 чёрная ладья · g8 чёрный король · a7 чёрная пешка · b7 чёрная пешка · f7 чёрная пешка · g7 чёрная пешка · c6 чёрная пешка · e6 чёрная ладья · h6 чёрная пешка · d5 чёрный конь · h5 чёрный ферзь · b4 белая пешка · c4 белый конь · d4 белая ладья · e4 чёрная пешка · g4 чёрный слон · h4 белая пешка · a3 белая пешка · e3 белая пешка · g3 белая пешка · d2 белый ферзь · e2 белая пешка · f2 белая пешка · g2 белый слон · h2 белый король · a1 белая ладья | e8 чёрная ладья · g8 чёрный король · a7 чёрная пешка · b7 чёрная пешка · f7 чёрная пешка · g7 чёрная пешка · c6 чёрная пешка · e6 чёрная ладья · h6 чёрная пешка · d5 чёрный конь · h5 чёрный ферзь · b4 белая пешка · c4 белый конь · d4 белая ладья · e4 чёрная пешка · g4 чёрный слон · h4 белая пешка · a3 белая пешка · e3 белая пешка · g3 белая пешка · d2 белый ферзь · e2 белая пешка · f2 белая пешка · g2 белый слон · h2 белый король · a1 белая ладья | e8 чёрная ладья · g8 чёрный король · a7 чёрная пешка · b7 чёрная пешка · f7 чёрная пешка · g7 чёрная пешка · c6 чёрная пешка · e6 чёрная ладья · h6 чёрная пешка · d5 чёрный конь · h5 чёрный ферзь · b4 белая пешка · c4 белый конь · d4 белая ладья · e4 чёрная пешка · g4 чёрный слон · h4 белая пешка · a3 белая пешка · e3 белая пешка · g3 белая пешка · d2 белый ферзь · e2 белая пешка · f2 белая пешка · g2 белый слон · h2 белый король · a1 белая ладья | e8 чёрная ладья · g8 чёрный король · a7 чёрная пешка · b7 чёрная пешка · f7 чёрная пешка · g7 чёрная пешка · c6 чёрная пешка · e6 чёрная ладья · h6 чёрная пешка · d5 чёрный конь · h5 чёрный ферзь · b4 белая пешка · c4 белый конь · d4 белая ладья · e4 чёрная пешка · g4 чёрный слон · h4 белая пешка · a3 белая пешка · e3 белая пешка · g3 белая пешка · d2 белый ферзь · e2 белая пешка · f2 белая пешка · g2 белый слон · h2 белый король · a1 белая ладья | e8 чёрная ладья · g8 чёрный король · a7 чёрная пешка · b7 чёрная пешка · f7 чёрная пешка · g7 чёрная пешка · c6 чёрная пешка · e6 чёрная ладья · h6 чёрная пешка · d5 чёрный конь · h5 чёрный ферзь · b4 белая пешка · c4 белый конь · d4 белая ладья · e4 чёрная пешка · g4 чёрный слон · h4 белая пешка · a3 белая пешка · e3 белая пешка · g3 белая пешка · d2 белый ферзь · e2 белая пешка · f2 белая пешка · g2 белый слон · h2 белый король · a1 белая ладья | e8 чёрная ладья · g8 чёрный король · a7 чёрная пешка · b7 чёрная пешка · f7 чёрная пешка · g7 чёрная пешка · c6 чёрная пешка · e6 чёрная ладья · h6 чёрная пешка · d5 чёрный конь · h5 чёрный ферзь · b4 белая пешка · c4 белый конь · d4 белая ладья · e4 чёрная пешка · g4 чёрный слон · h4 белая пешка · a3 белая пешка · e3 белая пешка · g3 белая пешка · d2 белый ферзь · e2 белая пешка · f2 белая пешка · g2 белый слон · h2 белый король · a1 белая ладья | e8 чёрная ладья · g8 чёрный король · a7 чёрная пешка · b7 чёрная пешка · f7 чёрная пешка · g7 чёрная пешка · c6 чёрная пешка · e6 чёрная ладья · h6 чёрная пешка · d5 чёрный конь · h5 чёрный ферзь · b4 белая пешка · c4 белый конь · d4 белая ладья · e4 чёрная пешка · g4 чёрный слон · h4 белая пешка · a3 белая пешка · e3 белая пешка · g3 белая пешка · d2 белый ферзь · e2 белая пешка · f2 белая пешка · g2 белый слон · h2 белый король · a1 белая ладья | e8 чёрная ладья · g8 чёрный король · a7 чёрная пешка · b7 чёрная пешка · f7 чёрная пешка · g7 чёрная пешка · c6 чёрная пешка · e6 чёрная ладья · h6 чёрная пешка · d5 чёрный конь · h5 чёрный ферзь · b4 белая пешка · c4 белый конь · d4 белая ладья · e4 чёрная пешка · g4 чёрный слон · h4 белая пешка · a3 белая пешка · e3 белая пешка · g3 белая пешка · d2 белый ферзь · e2 белая пешка · f2 белая пешка · g2 белый слон · h2 белый король · a1 белая ладья | 4 |
| 3 | e8 чёрная ладья · g8 чёрный король · a7 чёрная пешка · b7 чёрная пешка · f7 чёрная пешка · g7 чёрная пешка · c6 чёрная пешка · e6 чёрная ладья · h6 чёрная пешка · d5 чёрный конь · h5 чёрный ферзь · b4 белая пешка · c4 белый конь · d4 белая ладья · e4 чёрная пешка · g4 чёрный слон · h4 белая пешка · a3 белая пешка · e3 белая пешка · g3 белая пешка · d2 белый ферзь · e2 белая пешка · f2 белая пешка · g2 белый слон · h2 белый король · a1 белая ладья | e8 чёрная ладья · g8 чёрный король · a7 чёрная пешка · b7 чёрная пешка · f7 чёрная пешка · g7 чёрная пешка · c6 чёрная пешка · e6 чёрная ладья · h6 чёрная пешка · d5 чёрный конь · h5 чёрный ферзь · b4 белая пешка · c4 белый конь · d4 белая ладья · e4 чёрная пешка · g4 чёрный слон · h4 белая пешка · a3 белая пешка · e3 белая пешка · g3 белая пешка · d2 белый ферзь · e2 белая пешка · f2 белая пешка · g2 белый слон · h2 белый король · a1 белая ладья | e8 чёрная ладья · g8 чёрный король · a7 чёрная пешка · b7 чёрная пешка · f7 чёрная пешка · g7 чёрная пешка · c6 чёрная пешка · e6 чёрная ладья · h6 чёрная пешка · d5 чёрный конь · h5 чёрный ферзь · b4 белая пешка · c4 белый конь · d4 белая ладья · e4 чёрная пешка · g4 чёрный слон · h4 белая пешка · a3 белая пешка · e3 белая пешка · g3 белая пешка · d2 белый ферзь · e2 белая пешка · f2 белая пешка · g2 белый слон · h2 белый король · a1 белая ладья | e8 чёрная ладья · g8 чёрный король · a7 чёрная пешка · b7 чёрная пешка · f7 чёрная пешка · g7 чёрная пешка · c6 чёрная пешка · e6 чёрная ладья · h6 чёрная пешка · d5 чёрный конь · h5 чёрный ферзь · b4 белая пешка · c4 белый конь · d4 белая ладья · e4 чёрная пешка · g4 чёрный слон · h4 белая пешка · a3 белая пешка · e3 белая пешка · g3 белая пешка · d2 белый ферзь · e2 белая пешка · f2 белая пешка · g2 белый слон · h2 белый король · a1 белая ладья | e8 чёрная ладья · g8 чёрный король · a7 чёрная пешка · b7 чёрная пешка · f7 чёрная пешка · g7 чёрная пешка · c6 чёрная пешка · e6 чёрная ладья · h6 чёрная пешка · d5 чёрный конь · h5 чёрный ферзь · b4 белая пешка · c4 белый конь · d4 белая ладья · e4 чёрная пешка · g4 чёрный слон · h4 белая пешка · a3 белая пешка · e3 белая пешка · g3 белая пешка · d2 белый ферзь · e2 белая пешка · f2 белая пешка · g2 белый слон · h2 белый король · a1 белая ладья | e8 чёрная ладья · g8 чёрный король · a7 чёрная пешка · b7 чёрная пешка · f7 чёрная пешка · g7 чёрная пешка · c6 чёрная пешка · e6 чёрная ладья · h6 чёрная пешка · d5 чёрный конь · h5 чёрный ферзь · b4 белая пешка · c4 белый конь · d4 белая ладья · e4 чёрная пешка · g4 чёрный слон · h4 белая пешка · a3 белая пешка · e3 белая пешка · g3 белая пешка · d2 белый ферзь · e2 белая пешка · f2 белая пешка · g2 белый слон · h2 белый король · a1 белая ладья | e8 чёрная ладья · g8 чёрный король · a7 чёрная пешка · b7 чёрная пешка · f7 чёрная пешка · g7 чёрная пешка · c6 чёрная пешка · e6 чёрная ладья · h6 чёрная пешка · d5 чёрный конь · h5 чёрный ферзь · b4 белая пешка · c4 белый конь · d4 белая ладья · e4 чёрная пешка · g4 чёрный слон · h4 белая пешка · a3 белая пешка · e3 белая пешка · g3 белая пешка · d2 белый ферзь · e2 белая пешка · f2 белая пешка · g2 белый слон · h2 белый король · a1 белая ладья | e8 чёрная ладья · g8 чёрный король · a7 чёрная пешка · b7 чёрная пешка · f7 чёрная пешка · g7 чёрная пешка · c6 чёрная пешка · e6 чёрная ладья · h6 чёрная пешка · d5 чёрный конь · h5 чёрный ферзь · b4 белая пешка · c4 белый конь · d4 белая ладья · e4 чёрная пешка · g4 чёрный слон · h4 белая пешка · a3 белая пешка · e3 белая пешка · g3 белая пешка · d2 белый ферзь · e2 белая пешка · f2 белая пешка · g2 белый слон · h2 белый король · a1 белая ладья | 3 |
| 2 | e8 чёрная ладья · g8 чёрный король · a7 чёрная пешка · b7 чёрная пешка · f7 чёрная пешка · g7 чёрная пешка · c6 чёрная пешка · e6 чёрная ладья · h6 чёрная пешка · d5 чёрный конь · h5 чёрный ферзь · b4 белая пешка · c4 белый конь · d4 белая ладья · e4 чёрная пешка · g4 чёрный слон · h4 белая пешка · a3 белая пешка · e3 белая пешка · g3 белая пешка · d2 белый ферзь · e2 белая пешка · f2 белая пешка · g2 белый слон · h2 белый король · a1 белая ладья | e8 чёрная ладья · g8 чёрный король · a7 чёрная пешка · b7 чёрная пешка · f7 чёрная пешка · g7 чёрная пешка · c6 чёрная пешка · e6 чёрная ладья · h6 чёрная пешка · d5 чёрный конь · h5 чёрный ферзь · b4 белая пешка · c4 белый конь · d4 белая ладья · e4 чёрная пешка · g4 чёрный слон · h4 белая пешка · a3 белая пешка · e3 белая пешка · g3 белая пешка · d2 белый ферзь · e2 белая пешка · f2 белая пешка · g2 белый слон · h2 белый король · a1 белая ладья | e8 чёрная ладья · g8 чёрный король · a7 чёрная пешка · b7 чёрная пешка · f7 чёрная пешка · g7 чёрная пешка · c6 чёрная пешка · e6 чёрная ладья · h6 чёрная пешка · d5 чёрный конь · h5 чёрный ферзь · b4 белая пешка · c4 белый конь · d4 белая ладья · e4 чёрная пешка · g4 чёрный слон · h4 белая пешка · a3 белая пешка · e3 белая пешка · g3 белая пешка · d2 белый ферзь · e2 белая пешка · f2 белая пешка · g2 белый слон · h2 белый король · a1 белая ладья | e8 чёрная ладья · g8 чёрный король · a7 чёрная пешка · b7 чёрная пешка · f7 чёрная пешка · g7 чёрная пешка · c6 чёрная пешка · e6 чёрная ладья · h6 чёрная пешка · d5 чёрный конь · h5 чёрный ферзь · b4 белая пешка · c4 белый конь · d4 белая ладья · e4 чёрная пешка · g4 чёрный слон · h4 белая пешка · a3 белая пешка · e3 белая пешка · g3 белая пешка · d2 белый ферзь · e2 белая пешка · f2 белая пешка · g2 белый слон · h2 белый король · a1 белая ладья | e8 чёрная ладья · g8 чёрный король · a7 чёрная пешка · b7 чёрная пешка · f7 чёрная пешка · g7 чёрная пешка · c6 чёрная пешка · e6 чёрная ладья · h6 чёрная пешка · d5 чёрный конь · h5 чёрный ферзь · b4 белая пешка · c4 белый конь · d4 белая ладья · e4 чёрная пешка · g4 чёрный слон · h4 белая пешка · a3 белая пешка · e3 белая пешка · g3 белая пешка · d2 белый ферзь · e2 белая пешка · f2 белая пешка · g2 белый слон · h2 белый король · a1 белая ладья | e8 чёрная ладья · g8 чёрный король · a7 чёрная пешка · b7 чёрная пешка · f7 чёрная пешка · g7 чёрная пешка · c6 чёрная пешка · e6 чёрная ладья · h6 чёрная пешка · d5 чёрный конь · h5 чёрный ферзь · b4 белая пешка · c4 белый конь · d4 белая ладья · e4 чёрная пешка · g4 чёрный слон · h4 белая пешка · a3 белая пешка · e3 белая пешка · g3 белая пешка · d2 белый ферзь · e2 белая пешка · f2 белая пешка · g2 белый слон · h2 белый король · a1 белая ладья | e8 чёрная ладья · g8 чёрный король · a7 чёрная пешка · b7 чёрная пешка · f7 чёрная пешка · g7 чёрная пешка · c6 чёрная пешка · e6 чёрная ладья · h6 чёрная пешка · d5 чёрный конь · h5 чёрный ферзь · b4 белая пешка · c4 белый конь · d4 белая ладья · e4 чёрная пешка · g4 чёрный слон · h4 белая пешка · a3 белая пешка · e3 белая пешка · g3 белая пешка · d2 белый ферзь · e2 белая пешка · f2 белая пешка · g2 белый слон · h2 белый король · a1 белая ладья | e8 чёрная ладья · g8 чёрный король · a7 чёрная пешка · b7 чёрная пешка · f7 чёрная пешка · g7 чёрная пешка · c6 чёрная пешка · e6 чёрная ладья · h6 чёрная пешка · d5 чёрный конь · h5 чёрный ферзь · b4 белая пешка · c4 белый конь · d4 белая ладья · e4 чёрная пешка · g4 чёрный слон · h4 белая пешка · a3 белая пешка · e3 белая пешка · g3 белая пешка · d2 белый ферзь · e2 белая пешка · f2 белая пешка · g2 белый слон · h2 белый король · a1 белая ладья | 2 |
| 1 | e8 чёрная ладья · g8 чёрный король · a7 чёрная пешка · b7 чёрная пешка · f7 чёрная пешка · g7 чёрная пешка · c6 чёрная пешка · e6 чёрная ладья · h6 чёрная пешка · d5 чёрный конь · h5 чёрный ферзь · b4 белая пешка · c4 белый конь · d4 белая ладья · e4 чёрная пешка · g4 чёрный слон · h4 белая пешка · a3 белая пешка · e3 белая пешка · g3 белая пешка · d2 белый ферзь · e2 белая пешка · f2 белая пешка · g2 белый слон · h2 белый король · a1 белая ладья | e8 чёрная ладья · g8 чёрный король · a7 чёрная пешка · b7 чёрная пешка · f7 чёрная пешка · g7 чёрная пешка · c6 чёрная пешка · e6 чёрная ладья · h6 чёрная пешка · d5 чёрный конь · h5 чёрный ферзь · b4 белая пешка · c4 белый конь · d4 белая ладья · e4 чёрная пешка · g4 чёрный слон · h4 белая пешка · a3 белая пешка · e3 белая пешка · g3 белая пешка · d2 белый ферзь · e2 белая пешка · f2 белая пешка · g2 белый слон · h2 белый король · a1 белая ладья | e8 чёрная ладья · g8 чёрный король · a7 чёрная пешка · b7 чёрная пешка · f7 чёрная пешка · g7 чёрная пешка · c6 чёрная пешка · e6 чёрная ладья · h6 чёрная пешка · d5 чёрный конь · h5 чёрный ферзь · b4 белая пешка · c4 белый конь · d4 белая ладья · e4 чёрная пешка · g4 чёрный слон · h4 белая пешка · a3 белая пешка · e3 белая пешка · g3 белая пешка · d2 белый ферзь · e2 белая пешка · f2 белая пешка · g2 белый слон · h2 белый король · a1 белая ладья | e8 чёрная ладья · g8 чёрный король · a7 чёрная пешка · b7 чёрная пешка · f7 чёрная пешка · g7 чёрная пешка · c6 чёрная пешка · e6 чёрная ладья · h6 чёрная пешка · d5 чёрный конь · h5 чёрный ферзь · b4 белая пешка · c4 белый конь · d4 белая ладья · e4 чёрная пешка · g4 чёрный слон · h4 белая пешка · a3 белая пешка · e3 белая пешка · g3 белая пешка · d2 белый ферзь · e2 белая пешка · f2 белая пешка · g2 белый слон · h2 белый король · a1 белая ладья | e8 чёрная ладья · g8 чёрный король · a7 чёрная пешка · b7 чёрная пешка · f7 чёрная пешка · g7 чёрная пешка · c6 чёрная пешка · e6 чёрная ладья · h6 чёрная пешка · d5 чёрный конь · h5 чёрный ферзь · b4 белая пешка · c4 белый конь · d4 белая ладья · e4 чёрная пешка · g4 чёрный слон · h4 белая пешка · a3 белая пешка · e3 белая пешка · g3 белая пешка · d2 белый ферзь · e2 белая пешка · f2 белая пешка · g2 белый слон · h2 белый король · a1 белая ладья | e8 чёрная ладья · g8 чёрный король · a7 чёрная пешка · b7 чёрная пешка · f7 чёрная пешка · g7 чёрная пешка · c6 чёрная пешка · e6 чёрная ладья · h6 чёрная пешка · d5 чёрный конь · h5 чёрный ферзь · b4 белая пешка · c4 белый конь · d4 белая ладья · e4 чёрная пешка · g4 чёрный слон · h4 белая пешка · a3 белая пешка · e3 белая пешка · g3 белая пешка · d2 белый ферзь · e2 белая пешка · f2 белая пешка · g2 белый слон · h2 белый король · a1 белая ладья | e8 чёрная ладья · g8 чёрный король · a7 чёрная пешка · b7 чёрная пешка · f7 чёрная пешка · g7 чёрная пешка · c6 чёрная пешка · e6 чёрная ладья · h6 чёрная пешка · d5 чёрный конь · h5 чёрный ферзь · b4 белая пешка · c4 белый конь · d4 белая ладья · e4 чёрная пешка · g4 чёрный слон · h4 белая пешка · a3 белая пешка · e3 белая пешка · g3 белая пешка · d2 белый ферзь · e2 белая пешка · f2 белая пешка · g2 белый слон · h2 белый король · a1 белая ладья | e8 чёрная ладья · g8 чёрный король · a7 чёрная пешка · b7 чёрная пешка · f7 чёрная пешка · g7 чёрная пешка · c6 чёрная пешка · e6 чёрная ладья · h6 чёрная пешка · d5 чёрный конь · h5 чёрный ферзь · b4 белая пешка · c4 белый конь · d4 белая ладья · e4 чёрная пешка · g4 чёрный слон · h4 белая пешка · a3 белая пешка · e3 белая пешка · g3 белая пешка · d2 белый ферзь · e2 белая пешка · f2 белая пешка · g2 белый слон · h2 белый король · a1 белая ладья | 1 |
|   | a | b | c | d | e | f | g | h |   |

Принял участие в турнире претендентов 2022 как участник матча 2021 года. Был лидером после 5-го тура, набрал в итоге 9½ очков (+5−0=9), обеспечил себе за тур до конца соревнования 1-е место и участие в матче 2023 года. Наряду с Василием Смысловым стал одним из двух шахматистов в истории, которые побеждали в турнирах претендентов два раза подряд.
Первые 3 победы в 1-м туре над Дин Лижэнем, в 4-м над Алирезой Фирузджой и в 6-м над Яном-Кшиштофом Дудой Непомнящий одержал в результате атаки на королевском фланге. В партиях с Фируджой и Дудой шахматисты быстро исполнили подготовленные ходы, а затем соперники Непомнящего начали задумываться. Рихард Раппорт в 7-м туре мог сделать быструю ничью в совершенно несбалансированной позиции, но отказался — Непомнящий очень быстро делал один сильный ход за другим, а Раппорт стал задумываться и получил тяжёлую позицию. В 11-м туре Непомнящий во второй раз обыграл Фирузджу, снова проведя серию тактических ударов, из-за которых уже на 32-м ходу вокруг короля Фирузджи не осталось защитников. Гарри Каспаров отметил, что подготовка Непомнящего стала ключевым фактором его успеха, Сергей Карякин также поздравил Непомнящего, но отметил «общий низкий уровень игры».
|   | a | b | c | d | e | f | g | h |   |
| - | --- | --- | --- | --- | --- | --- | --- | --- | - |
| 8 | f8 чёрный слон · g8 чёрный король · a7 чёрная пешка · f7 чёрная пешка · g7 чёрная пешка · c6 чёрная пешка · e6 чёрный конь · f5 чёрный ферзь · b4 белая пешка · c4 белая пешка · e4 белый конь · h4 чёрная пешка · a3 белая пешка · d3 белая ладья · f3 белая пешка · g3 белый слон · h2 белая пешка · e1 белая ладья · h1 белый король | f8 чёрный слон · g8 чёрный король · a7 чёрная пешка · f7 чёрная пешка · g7 чёрная пешка · c6 чёрная пешка · e6 чёрный конь · f5 чёрный ферзь · b4 белая пешка · c4 белая пешка · e4 белый конь · h4 чёрная пешка · a3 белая пешка · d3 белая ладья · f3 белая пешка · g3 белый слон · h2 белая пешка · e1 белая ладья · h1 белый король | f8 чёрный слон · g8 чёрный король · a7 чёрная пешка · f7 чёрная пешка · g7 чёрная пешка · c6 чёрная пешка · e6 чёрный конь · f5 чёрный ферзь · b4 белая пешка · c4 белая пешка · e4 белый конь · h4 чёрная пешка · a3 белая пешка · d3 белая ладья · f3 белая пешка · g3 белый слон · h2 белая пешка · e1 белая ладья · h1 белый король | f8 чёрный слон · g8 чёрный король · a7 чёрная пешка · f7 чёрная пешка · g7 чёрная пешка · c6 чёрная пешка · e6 чёрный конь · f5 чёрный ферзь · b4 белая пешка · c4 белая пешка · e4 белый конь · h4 чёрная пешка · a3 белая пешка · d3 белая ладья · f3 белая пешка · g3 белый слон · h2 белая пешка · e1 белая ладья · h1 белый король | f8 чёрный слон · g8 чёрный король · a7 чёрная пешка · f7 чёрная пешка · g7 чёрная пешка · c6 чёрная пешка · e6 чёрный конь · f5 чёрный ферзь · b4 белая пешка · c4 белая пешка · e4 белый конь · h4 чёрная пешка · a3 белая пешка · d3 белая ладья · f3 белая пешка · g3 белый слон · h2 белая пешка · e1 белая ладья · h1 белый король | f8 чёрный слон · g8 чёрный король · a7 чёрная пешка · f7 чёрная пешка · g7 чёрная пешка · c6 чёрная пешка · e6 чёрный конь · f5 чёрный ферзь · b4 белая пешка · c4 белая пешка · e4 белый конь · h4 чёрная пешка · a3 белая пешка · d3 белая ладья · f3 белая пешка · g3 белый слон · h2 белая пешка · e1 белая ладья · h1 белый король | f8 чёрный слон · g8 чёрный король · a7 чёрная пешка · f7 чёрная пешка · g7 чёрная пешка · c6 чёрная пешка · e6 чёрный конь · f5 чёрный ферзь · b4 белая пешка · c4 белая пешка · e4 белый конь · h4 чёрная пешка · a3 белая пешка · d3 белая ладья · f3 белая пешка · g3 белый слон · h2 белая пешка · e1 белая ладья · h1 белый король | f8 чёрный слон · g8 чёрный король · a7 чёрная пешка · f7 чёрная пешка · g7 чёрная пешка · c6 чёрная пешка · e6 чёрный конь · f5 чёрный ферзь · b4 белая пешка · c4 белая пешка · e4 белый конь · h4 чёрная пешка · a3 белая пешка · d3 белая ладья · f3 белая пешка · g3 белый слон · h2 белая пешка · e1 белая ладья · h1 белый король | 8 |
| 7 | f8 чёрный слон · g8 чёрный король · a7 чёрная пешка · f7 чёрная пешка · g7 чёрная пешка · c6 чёрная пешка · e6 чёрный конь · f5 чёрный ферзь · b4 белая пешка · c4 белая пешка · e4 белый конь · h4 чёрная пешка · a3 белая пешка · d3 белая ладья · f3 белая пешка · g3 белый слон · h2 белая пешка · e1 белая ладья · h1 белый король | f8 чёрный слон · g8 чёрный король · a7 чёрная пешка · f7 чёрная пешка · g7 чёрная пешка · c6 чёрная пешка · e6 чёрный конь · f5 чёрный ферзь · b4 белая пешка · c4 белая пешка · e4 белый конь · h4 чёрная пешка · a3 белая пешка · d3 белая ладья · f3 белая пешка · g3 белый слон · h2 белая пешка · e1 белая ладья · h1 белый король | f8 чёрный слон · g8 чёрный король · a7 чёрная пешка · f7 чёрная пешка · g7 чёрная пешка · c6 чёрная пешка · e6 чёрный конь · f5 чёрный ферзь · b4 белая пешка · c4 белая пешка · e4 белый конь · h4 чёрная пешка · a3 белая пешка · d3 белая ладья · f3 белая пешка · g3 белый слон · h2 белая пешка · e1 белая ладья · h1 белый король | f8 чёрный слон · g8 чёрный король · a7 чёрная пешка · f7 чёрная пешка · g7 чёрная пешка · c6 чёрная пешка · e6 чёрный конь · f5 чёрный ферзь · b4 белая пешка · c4 белая пешка · e4 белый конь · h4 чёрная пешка · a3 белая пешка · d3 белая ладья · f3 белая пешка · g3 белый слон · h2 белая пешка · e1 белая ладья · h1 белый король | f8 чёрный слон · g8 чёрный король · a7 чёрная пешка · f7 чёрная пешка · g7 чёрная пешка · c6 чёрная пешка · e6 чёрный конь · f5 чёрный ферзь · b4 белая пешка · c4 белая пешка · e4 белый конь · h4 чёрная пешка · a3 белая пешка · d3 белая ладья · f3 белая пешка · g3 белый слон · h2 белая пешка · e1 белая ладья · h1 белый король | f8 чёрный слон · g8 чёрный король · a7 чёрная пешка · f7 чёрная пешка · g7 чёрная пешка · c6 чёрная пешка · e6 чёрный конь · f5 чёрный ферзь · b4 белая пешка · c4 белая пешка · e4 белый конь · h4 чёрная пешка · a3 белая пешка · d3 белая ладья · f3 белая пешка · g3 белый слон · h2 белая пешка · e1 белая ладья · h1 белый король | f8 чёрный слон · g8 чёрный король · a7 чёрная пешка · f7 чёрная пешка · g7 чёрная пешка · c6 чёрная пешка · e6 чёрный конь · f5 чёрный ферзь · b4 белая пешка · c4 белая пешка · e4 белый конь · h4 чёрная пешка · a3 белая пешка · d3 белая ладья · f3 белая пешка · g3 белый слон · h2 белая пешка · e1 белая ладья · h1 белый король | f8 чёрный слон · g8 чёрный король · a7 чёрная пешка · f7 чёрная пешка · g7 чёрная пешка · c6 чёрная пешка · e6 чёрный конь · f5 чёрный ферзь · b4 белая пешка · c4 белая пешка · e4 белый конь · h4 чёрная пешка · a3 белая пешка · d3 белая ладья · f3 белая пешка · g3 белый слон · h2 белая пешка · e1 белая ладья · h1 белый король | 7 |
| 6 | f8 чёрный слон · g8 чёрный король · a7 чёрная пешка · f7 чёрная пешка · g7 чёрная пешка · c6 чёрная пешка · e6 чёрный конь · f5 чёрный ферзь · b4 белая пешка · c4 белая пешка · e4 белый конь · h4 чёрная пешка · a3 белая пешка · d3 белая ладья · f3 белая пешка · g3 белый слон · h2 белая пешка · e1 белая ладья · h1 белый король | f8 чёрный слон · g8 чёрный король · a7 чёрная пешка · f7 чёрная пешка · g7 чёрная пешка · c6 чёрная пешка · e6 чёрный конь · f5 чёрный ферзь · b4 белая пешка · c4 белая пешка · e4 белый конь · h4 чёрная пешка · a3 белая пешка · d3 белая ладья · f3 белая пешка · g3 белый слон · h2 белая пешка · e1 белая ладья · h1 белый король | f8 чёрный слон · g8 чёрный король · a7 чёрная пешка · f7 чёрная пешка · g7 чёрная пешка · c6 чёрная пешка · e6 чёрный конь · f5 чёрный ферзь · b4 белая пешка · c4 белая пешка · e4 белый конь · h4 чёрная пешка · a3 белая пешка · d3 белая ладья · f3 белая пешка · g3 белый слон · h2 белая пешка · e1 белая ладья · h1 белый король | f8 чёрный слон · g8 чёрный король · a7 чёрная пешка · f7 чёрная пешка · g7 чёрная пешка · c6 чёрная пешка · e6 чёрный конь · f5 чёрный ферзь · b4 белая пешка · c4 белая пешка · e4 белый конь · h4 чёрная пешка · a3 белая пешка · d3 белая ладья · f3 белая пешка · g3 белый слон · h2 белая пешка · e1 белая ладья · h1 белый король | f8 чёрный слон · g8 чёрный король · a7 чёрная пешка · f7 чёрная пешка · g7 чёрная пешка · c6 чёрная пешка · e6 чёрный конь · f5 чёрный ферзь · b4 белая пешка · c4 белая пешка · e4 белый конь · h4 чёрная пешка · a3 белая пешка · d3 белая ладья · f3 белая пешка · g3 белый слон · h2 белая пешка · e1 белая ладья · h1 белый король | f8 чёрный слон · g8 чёрный король · a7 чёрная пешка · f7 чёрная пешка · g7 чёрная пешка · c6 чёрная пешка · e6 чёрный конь · f5 чёрный ферзь · b4 белая пешка · c4 белая пешка · e4 белый конь · h4 чёрная пешка · a3 белая пешка · d3 белая ладья · f3 белая пешка · g3 белый слон · h2 белая пешка · e1 белая ладья · h1 белый король | f8 чёрный слон · g8 чёрный король · a7 чёрная пешка · f7 чёрная пешка · g7 чёрная пешка · c6 чёрная пешка · e6 чёрный конь · f5 чёрный ферзь · b4 белая пешка · c4 белая пешка · e4 белый конь · h4 чёрная пешка · a3 белая пешка · d3 белая ладья · f3 белая пешка · g3 белый слон · h2 белая пешка · e1 белая ладья · h1 белый король | f8 чёрный слон · g8 чёрный король · a7 чёрная пешка · f7 чёрная пешка · g7 чёрная пешка · c6 чёрная пешка · e6 чёрный конь · f5 чёрный ферзь · b4 белая пешка · c4 белая пешка · e4 белый конь · h4 чёрная пешка · a3 белая пешка · d3 белая ладья · f3 белая пешка · g3 белый слон · h2 белая пешка · e1 белая ладья · h1 белый король | 6 |
| 5 | f8 чёрный слон · g8 чёрный король · a7 чёрная пешка · f7 чёрная пешка · g7 чёрная пешка · c6 чёрная пешка · e6 чёрный конь · f5 чёрный ферзь · b4 белая пешка · c4 белая пешка · e4 белый конь · h4 чёрная пешка · a3 белая пешка · d3 белая ладья · f3 белая пешка · g3 белый слон · h2 белая пешка · e1 белая ладья · h1 белый король | f8 чёрный слон · g8 чёрный король · a7 чёрная пешка · f7 чёрная пешка · g7 чёрная пешка · c6 чёрная пешка · e6 чёрный конь · f5 чёрный ферзь · b4 белая пешка · c4 белая пешка · e4 белый конь · h4 чёрная пешка · a3 белая пешка · d3 белая ладья · f3 белая пешка · g3 белый слон · h2 белая пешка · e1 белая ладья · h1 белый король | f8 чёрный слон · g8 чёрный король · a7 чёрная пешка · f7 чёрная пешка · g7 чёрная пешка · c6 чёрная пешка · e6 чёрный конь · f5 чёрный ферзь · b4 белая пешка · c4 белая пешка · e4 белый конь · h4 чёрная пешка · a3 белая пешка · d3 белая ладья · f3 белая пешка · g3 белый слон · h2 белая пешка · e1 белая ладья · h1 белый король | f8 чёрный слон · g8 чёрный король · a7 чёрная пешка · f7 чёрная пешка · g7 чёрная пешка · c6 чёрная пешка · e6 чёрный конь · f5 чёрный ферзь · b4 белая пешка · c4 белая пешка · e4 белый конь · h4 чёрная пешка · a3 белая пешка · d3 белая ладья · f3 белая пешка · g3 белый слон · h2 белая пешка · e1 белая ладья · h1 белый король | f8 чёрный слон · g8 чёрный король · a7 чёрная пешка · f7 чёрная пешка · g7 чёрная пешка · c6 чёрная пешка · e6 чёрный конь · f5 чёрный ферзь · b4 белая пешка · c4 белая пешка · e4 белый конь · h4 чёрная пешка · a3 белая пешка · d3 белая ладья · f3 белая пешка · g3 белый слон · h2 белая пешка · e1 белая ладья · h1 белый король | f8 чёрный слон · g8 чёрный король · a7 чёрная пешка · f7 чёрная пешка · g7 чёрная пешка · c6 чёрная пешка · e6 чёрный конь · f5 чёрный ферзь · b4 белая пешка · c4 белая пешка · e4 белый конь · h4 чёрная пешка · a3 белая пешка · d3 белая ладья · f3 белая пешка · g3 белый слон · h2 белая пешка · e1 белая ладья · h1 белый король | f8 чёрный слон · g8 чёрный король · a7 чёрная пешка · f7 чёрная пешка · g7 чёрная пешка · c6 чёрная пешка · e6 чёрный конь · f5 чёрный ферзь · b4 белая пешка · c4 белая пешка · e4 белый конь · h4 чёрная пешка · a3 белая пешка · d3 белая ладья · f3 белая пешка · g3 белый слон · h2 белая пешка · e1 белая ладья · h1 белый король | f8 чёрный слон · g8 чёрный король · a7 чёрная пешка · f7 чёрная пешка · g7 чёрная пешка · c6 чёрная пешка · e6 чёрный конь · f5 чёрный ферзь · b4 белая пешка · c4 белая пешка · e4 белый конь · h4 чёрная пешка · a3 белая пешка · d3 белая ладья · f3 белая пешка · g3 белый слон · h2 белая пешка · e1 белая ладья · h1 белый король | 5 |
| 4 | f8 чёрный слон · g8 чёрный король · a7 чёрная пешка · f7 чёрная пешка · g7 чёрная пешка · c6 чёрная пешка · e6 чёрный конь · f5 чёрный ферзь · b4 белая пешка · c4 белая пешка · e4 белый конь · h4 чёрная пешка · a3 белая пешка · d3 белая ладья · f3 белая пешка · g3 белый слон · h2 белая пешка · e1 белая ладья · h1 белый король | f8 чёрный слон · g8 чёрный король · a7 чёрная пешка · f7 чёрная пешка · g7 чёрная пешка · c6 чёрная пешка · e6 чёрный конь · f5 чёрный ферзь · b4 белая пешка · c4 белая пешка · e4 белый конь · h4 чёрная пешка · a3 белая пешка · d3 белая ладья · f3 белая пешка · g3 белый слон · h2 белая пешка · e1 белая ладья · h1 белый король | f8 чёрный слон · g8 чёрный король · a7 чёрная пешка · f7 чёрная пешка · g7 чёрная пешка · c6 чёрная пешка · e6 чёрный конь · f5 чёрный ферзь · b4 белая пешка · c4 белая пешка · e4 белый конь · h4 чёрная пешка · a3 белая пешка · d3 белая ладья · f3 белая пешка · g3 белый слон · h2 белая пешка · e1 белая ладья · h1 белый король | f8 чёрный слон · g8 чёрный король · a7 чёрная пешка · f7 чёрная пешка · g7 чёрная пешка · c6 чёрная пешка · e6 чёрный конь · f5 чёрный ферзь · b4 белая пешка · c4 белая пешка · e4 белый конь · h4 чёрная пешка · a3 белая пешка · d3 белая ладья · f3 белая пешка · g3 белый слон · h2 белая пешка · e1 белая ладья · h1 белый король | f8 чёрный слон · g8 чёрный король · a7 чёрная пешка · f7 чёрная пешка · g7 чёрная пешка · c6 чёрная пешка · e6 чёрный конь · f5 чёрный ферзь · b4 белая пешка · c4 белая пешка · e4 белый конь · h4 чёрная пешка · a3 белая пешка · d3 белая ладья · f3 белая пешка · g3 белый слон · h2 белая пешка · e1 белая ладья · h1 белый король | f8 чёрный слон · g8 чёрный король · a7 чёрная пешка · f7 чёрная пешка · g7 чёрная пешка · c6 чёрная пешка · e6 чёрный конь · f5 чёрный ферзь · b4 белая пешка · c4 белая пешка · e4 белый конь · h4 чёрная пешка · a3 белая пешка · d3 белая ладья · f3 белая пешка · g3 белый слон · h2 белая пешка · e1 белая ладья · h1 белый король | f8 чёрный слон · g8 чёрный король · a7 чёрная пешка · f7 чёрная пешка · g7 чёрная пешка · c6 чёрная пешка · e6 чёрный конь · f5 чёрный ферзь · b4 белая пешка · c4 белая пешка · e4 белый конь · h4 чёрная пешка · a3 белая пешка · d3 белая ладья · f3 белая пешка · g3 белый слон · h2 белая пешка · e1 белая ладья · h1 белый король | f8 чёрный слон · g8 чёрный король · a7 чёрная пешка · f7 чёрная пешка · g7 чёрная пешка · c6 чёрная пешка · e6 чёрный конь · f5 чёрный ферзь · b4 белая пешка · c4 белая пешка · e4 белый конь · h4 чёрная пешка · a3 белая пешка · d3 белая ладья · f3 белая пешка · g3 белый слон · h2 белая пешка · e1 белая ладья · h1 белый король | 4 |
| 3 | f8 чёрный слон · g8 чёрный король · a7 чёрная пешка · f7 чёрная пешка · g7 чёрная пешка · c6 чёрная пешка · e6 чёрный конь · f5 чёрный ферзь · b4 белая пешка · c4 белая пешка · e4 белый конь · h4 чёрная пешка · a3 белая пешка · d3 белая ладья · f3 белая пешка · g3 белый слон · h2 белая пешка · e1 белая ладья · h1 белый король | f8 чёрный слон · g8 чёрный король · a7 чёрная пешка · f7 чёрная пешка · g7 чёрная пешка · c6 чёрная пешка · e6 чёрный конь · f5 чёрный ферзь · b4 белая пешка · c4 белая пешка · e4 белый конь · h4 чёрная пешка · a3 белая пешка · d3 белая ладья · f3 белая пешка · g3 белый слон · h2 белая пешка · e1 белая ладья · h1 белый король | f8 чёрный слон · g8 чёрный король · a7 чёрная пешка · f7 чёрная пешка · g7 чёрная пешка · c6 чёрная пешка · e6 чёрный конь · f5 чёрный ферзь · b4 белая пешка · c4 белая пешка · e4 белый конь · h4 чёрная пешка · a3 белая пешка · d3 белая ладья · f3 белая пешка · g3 белый слон · h2 белая пешка · e1 белая ладья · h1 белый король | f8 чёрный слон · g8 чёрный король · a7 чёрная пешка · f7 чёрная пешка · g7 чёрная пешка · c6 чёрная пешка · e6 чёрный конь · f5 чёрный ферзь · b4 белая пешка · c4 белая пешка · e4 белый конь · h4 чёрная пешка · a3 белая пешка · d3 белая ладья · f3 белая пешка · g3 белый слон · h2 белая пешка · e1 белая ладья · h1 белый король | f8 чёрный слон · g8 чёрный король · a7 чёрная пешка · f7 чёрная пешка · g7 чёрная пешка · c6 чёрная пешка · e6 чёрный конь · f5 чёрный ферзь · b4 белая пешка · c4 белая пешка · e4 белый конь · h4 чёрная пешка · a3 белая пешка · d3 белая ладья · f3 белая пешка · g3 белый слон · h2 белая пешка · e1 белая ладья · h1 белый король | f8 чёрный слон · g8 чёрный король · a7 чёрная пешка · f7 чёрная пешка · g7 чёрная пешка · c6 чёрная пешка · e6 чёрный конь · f5 чёрный ферзь · b4 белая пешка · c4 белая пешка · e4 белый конь · h4 чёрная пешка · a3 белая пешка · d3 белая ладья · f3 белая пешка · g3 белый слон · h2 белая пешка · e1 белая ладья · h1 белый король | f8 чёрный слон · g8 чёрный король · a7 чёрная пешка · f7 чёрная пешка · g7 чёрная пешка · c6 чёрная пешка · e6 чёрный конь · f5 чёрный ферзь · b4 белая пешка · c4 белая пешка · e4 белый конь · h4 чёрная пешка · a3 белая пешка · d3 белая ладья · f3 белая пешка · g3 белый слон · h2 белая пешка · e1 белая ладья · h1 белый король | f8 чёрный слон · g8 чёрный король · a7 чёрная пешка · f7 чёрная пешка · g7 чёрная пешка · c6 чёрная пешка · e6 чёрный конь · f5 чёрный ферзь · b4 белая пешка · c4 белая пешка · e4 белый конь · h4 чёрная пешка · a3 белая пешка · d3 белая ладья · f3 белая пешка · g3 белый слон · h2 белая пешка · e1 белая ладья · h1 белый король | 3 |
| 2 | f8 чёрный слон · g8 чёрный король · a7 чёрная пешка · f7 чёрная пешка · g7 чёрная пешка · c6 чёрная пешка · e6 чёрный конь · f5 чёрный ферзь · b4 белая пешка · c4 белая пешка · e4 белый конь · h4 чёрная пешка · a3 белая пешка · d3 белая ладья · f3 белая пешка · g3 белый слон · h2 белая пешка · e1 белая ладья · h1 белый король | f8 чёрный слон · g8 чёрный король · a7 чёрная пешка · f7 чёрная пешка · g7 чёрная пешка · c6 чёрная пешка · e6 чёрный конь · f5 чёрный ферзь · b4 белая пешка · c4 белая пешка · e4 белый конь · h4 чёрная пешка · a3 белая пешка · d3 белая ладья · f3 белая пешка · g3 белый слон · h2 белая пешка · e1 белая ладья · h1 белый король | f8 чёрный слон · g8 чёрный король · a7 чёрная пешка · f7 чёрная пешка · g7 чёрная пешка · c6 чёрная пешка · e6 чёрный конь · f5 чёрный ферзь · b4 белая пешка · c4 белая пешка · e4 белый конь · h4 чёрная пешка · a3 белая пешка · d3 белая ладья · f3 белая пешка · g3 белый слон · h2 белая пешка · e1 белая ладья · h1 белый король | f8 чёрный слон · g8 чёрный король · a7 чёрная пешка · f7 чёрная пешка · g7 чёрная пешка · c6 чёрная пешка · e6 чёрный конь · f5 чёрный ферзь · b4 белая пешка · c4 белая пешка · e4 белый конь · h4 чёрная пешка · a3 белая пешка · d3 белая ладья · f3 белая пешка · g3 белый слон · h2 белая пешка · e1 белая ладья · h1 белый король | f8 чёрный слон · g8 чёрный король · a7 чёрная пешка · f7 чёрная пешка · g7 чёрная пешка · c6 чёрная пешка · e6 чёрный конь · f5 чёрный ферзь · b4 белая пешка · c4 белая пешка · e4 белый конь · h4 чёрная пешка · a3 белая пешка · d3 белая ладья · f3 белая пешка · g3 белый слон · h2 белая пешка · e1 белая ладья · h1 белый король | f8 чёрный слон · g8 чёрный король · a7 чёрная пешка · f7 чёрная пешка · g7 чёрная пешка · c6 чёрная пешка · e6 чёрный конь · f5 чёрный ферзь · b4 белая пешка · c4 белая пешка · e4 белый конь · h4 чёрная пешка · a3 белая пешка · d3 белая ладья · f3 белая пешка · g3 белый слон · h2 белая пешка · e1 белая ладья · h1 белый король | f8 чёрный слон · g8 чёрный король · a7 чёрная пешка · f7 чёрная пешка · g7 чёрная пешка · c6 чёрная пешка · e6 чёрный конь · f5 чёрный ферзь · b4 белая пешка · c4 белая пешка · e4 белый конь · h4 чёрная пешка · a3 белая пешка · d3 белая ладья · f3 белая пешка · g3 белый слон · h2 белая пешка · e1 белая ладья · h1 белый король | f8 чёрный слон · g8 чёрный король · a7 чёрная пешка · f7 чёрная пешка · g7 чёрная пешка · c6 чёрная пешка · e6 чёрный конь · f5 чёрный ферзь · b4 белая пешка · c4 белая пешка · e4 белый конь · h4 чёрная пешка · a3 белая пешка · d3 белая ладья · f3 белая пешка · g3 белый слон · h2 белая пешка · e1 белая ладья · h1 белый король | 2 |
| 1 | f8 чёрный слон · g8 чёрный король · a7 чёрная пешка · f7 чёрная пешка · g7 чёрная пешка · c6 чёрная пешка · e6 чёрный конь · f5 чёрный ферзь · b4 белая пешка · c4 белая пешка · e4 белый конь · h4 чёрная пешка · a3 белая пешка · d3 белая ладья · f3 белая пешка · g3 белый слон · h2 белая пешка · e1 белая ладья · h1 белый король | f8 чёрный слон · g8 чёрный король · a7 чёрная пешка · f7 чёрная пешка · g7 чёрная пешка · c6 чёрная пешка · e6 чёрный конь · f5 чёрный ферзь · b4 белая пешка · c4 белая пешка · e4 белый конь · h4 чёрная пешка · a3 белая пешка · d3 белая ладья · f3 белая пешка · g3 белый слон · h2 белая пешка · e1 белая ладья · h1 белый король | f8 чёрный слон · g8 чёрный король · a7 чёрная пешка · f7 чёрная пешка · g7 чёрная пешка · c6 чёрная пешка · e6 чёрный конь · f5 чёрный ферзь · b4 белая пешка · c4 белая пешка · e4 белый конь · h4 чёрная пешка · a3 белая пешка · d3 белая ладья · f3 белая пешка · g3 белый слон · h2 белая пешка · e1 белая ладья · h1 белый король | f8 чёрный слон · g8 чёрный король · a7 чёрная пешка · f7 чёрная пешка · g7 чёрная пешка · c6 чёрная пешка · e6 чёрный конь · f5 чёрный ферзь · b4 белая пешка · c4 белая пешка · e4 белый конь · h4 чёрная пешка · a3 белая пешка · d3 белая ладья · f3 белая пешка · g3 белый слон · h2 белая пешка · e1 белая ладья · h1 белый король | f8 чёрный слон · g8 чёрный король · a7 чёрная пешка · f7 чёрная пешка · g7 чёрная пешка · c6 чёрная пешка · e6 чёрный конь · f5 чёрный ферзь · b4 белая пешка · c4 белая пешка · e4 белый конь · h4 чёрная пешка · a3 белая пешка · d3 белая ладья · f3 белая пешка · g3 белый слон · h2 белая пешка · e1 белая ладья · h1 белый король | f8 чёрный слон · g8 чёрный король · a7 чёрная пешка · f7 чёрная пешка · g7 чёрная пешка · c6 чёрная пешка · e6 чёрный конь · f5 чёрный ферзь · b4 белая пешка · c4 белая пешка · e4 белый конь · h4 чёрная пешка · a3 белая пешка · d3 белая ладья · f3 белая пешка · g3 белый слон · h2 белая пешка · e1 белая ладья · h1 белый король | f8 чёрный слон · g8 чёрный король · a7 чёрная пешка · f7 чёрная пешка · g7 чёрная пешка · c6 чёрная пешка · e6 чёрный конь · f5 чёрный ферзь · b4 белая пешка · c4 белая пешка · e4 белый конь · h4 чёрная пешка · a3 белая пешка · d3 белая ладья · f3 белая пешка · g3 белый слон · h2 белая пешка · e1 белая ладья · h1 белый король | f8 чёрный слон · g8 чёрный король · a7 чёрная пешка · f7 чёрная пешка · g7 чёрная пешка · c6 чёрная пешка · e6 чёрный конь · f5 чёрный ферзь · b4 белая пешка · c4 белая пешка · e4 белый конь · h4 чёрная пешка · a3 белая пешка · d3 белая ладья · f3 белая пешка · g3 белый слон · h2 белая пешка · e1 белая ладья · h1 белый король | 1 |
|   | a | b | c | d | e | f | g | h |   |

В Международный день шахмат, 20 июля 2022 года, Карлсен сказал, что не будет защищать титул чемпиона мира, так как его соперником не стал Алиреза Фирузджа, поэтому прошёл матч между 1-м и 2-м местом турнира претендентов. Непомнящий и Дин Лижэнь сыграли в апреле 2023 года в Астане. Из 14 партий 6 закончились результативно.
Во 2-й партии Непомнящий провёл атаку с жертвой качества и выиграл уже на 29-м ходу, в 5-й партии пожертвовал качество и с помощью маневрирования постепенно усиливал позицию и победил, в 7-й — Дин Лижэнь хотел удивить соперника и выбрал Французскую защиту, но быстро попал в цейтнот, получив худшую позицию.
В 4-й партии Непомнящий допустил грубую ошибку, Дин Лижэнь воспользовался ей, пожертвовав качество и одержал победу. В 7-й партии Непомнящий получил проходную пешку, которая дошла до a2, но пропустил матовую атаку белых. В 12-й партии Дин Лижэнь имел подавляющую позицию, Непомнящий совершил решающую ошибку на 34-м ходу, позволив сравнять счёт.
На тай-брейке 3 партии завершились вничью, в 4-й Дин Лижэнь победил. У Непомнящего обнаружились проблемы со сном.

#### 2024—2025

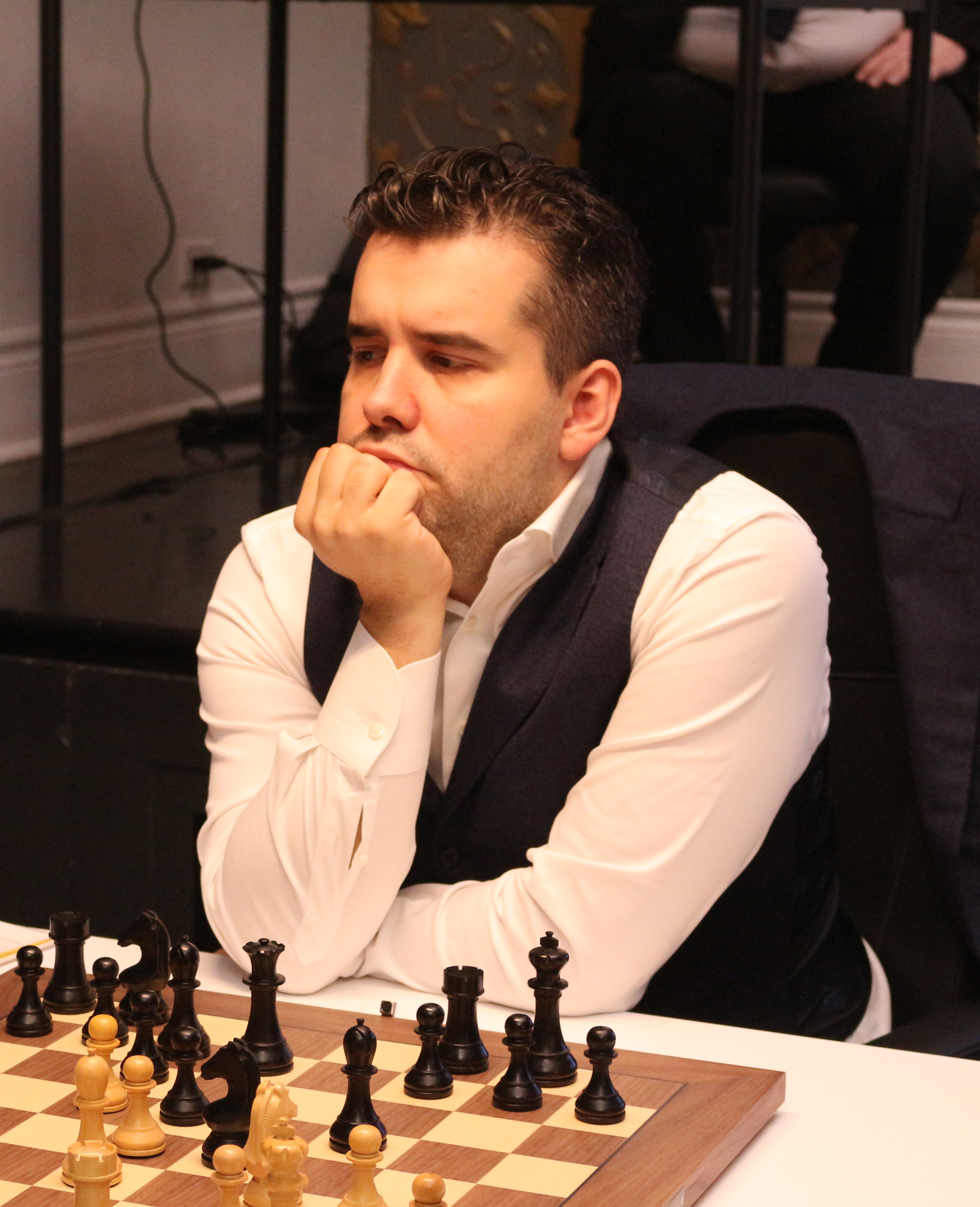
На ТП 2024

Как участник матча за первенство 2023 года, принял участие в турнире претендентов 2024. Во 2-м туре выиграл у Фирузджи, показав глубокую подготовку в дебюте. В партии против Видита Гуджрати в 4-м туре избрал новинку на 13-м ходу, получил стратегическое преимущество и победил, во 2-м круге также обыграл Видита: начал давить по времени, и тот стал делать не лучшие ходы. Непомнящий смог активизировать короля, получил проходную пешку и выиграл после ошибки соперника на 60-м ходу.
На протяжении почти всего турнира Непомнящий практически на равных шёл с Доммараджу Гукешем, но в последнем туре сыграл вничью с Каруаной и не смог догнать лидера, так как он был впереди на ½ очка. Непомнящий занял 3-е место с результатом 8½ из 14 (+3-0=11), набрав столько же очков, сколько Каруана и Хикару Накамура.
На чемпионате мира по рапиду и блицу 2024 занял третье место в соревновании по быстрым шахматам и разделил первое место по блицу с Магнусом Карлсеном. К чемпионату шахматиста готовил Владимир Чучелов, известный по работе с Каруаной, Гири, Раджабовым и другими.

## Стиль игры

### Стиль в общем
После победы на Суперфинале чемпионата России 2010 международный мастер и писатель Марк Глуховский сравнил стиль игры Непомнящего со стилем Виктора Корчного. После трёх туров у Непомнящего было 1½ очка, и он, как и Корчной (в 1974 и 1978 годах), смог реабилитироваться. Непомнящий в решающий момент турнира получил выгодный для себя эндшпиль в партии против Петра Свидлера и реализовал преимущество.
Непомнящий глубоко знает дебютную теорию, имеет богатый дебютный репертуар и часто играет новинки. Он может разыграть классический дебют, но позже пойти в боковые линии, и часто его соперники не готовы к этому. Чёрными часто играет русскую партию в ответ на 1.e4 и отказанный ферзевый гамбит на 1.d4.
Непомнящий обладает оригинальным стилем игры, в интервью после своих партий точнее объясняет каждую свою идею. Бывшие чемпионы мира Гарри Каспаров и Карлсен считают, что он лучше других элитных шахматистов выделяется своим агрессивным стилем. В 14 лет Непомнящий сказал, что его кумир — Михаил Таль.
Примерно до 2020 года успехи Непомнящего часто перебивались неудачами, однако в последние несколько лет он стал играть значительно надёжнее и сильнее.

### Партии
В турнире претендентов 2020 Непомнящий добился успеха благодаря тому, что во 2-м круге старался играть безопасно, и оказывал давление в позиции, только если не было риска проиграть. Поэтому две его партии против Ван Хао стали особенно примечательными для описания стиля игры.

В партии 1-го круга на 13-м ходу Непомнящий опять сделал новинку — начал двигать вперёд пешку «h», дополнительно создав опорное поле g5 для своих фигур. В дальнейшем он точными ходами продолжил атаку и победил, так как к 32-му ходу Ван Хао находился в цейтноте.
[Event "Candidates Tournament"]
[Site "Ekaterinburg"]
[Date "2020.03.22"]
[Round "5"]
[White "Nepomniachtchi, Ian"]
[Black "Wang, Hao"]
[Result "1-0"]
[WhiteElo "2774"]
[BlackElo "2762"]
[Variant "Standard"]
[TimeControl "-"]
[ECO "C42"]
[Opening "Petrov's Defense: Classical Attack"]
[Termination "Normal"]
[Annotator "lichess.org"]
1. e4 e5 2. Nf3 Nf6 3. Nxe5 d6 4. Nf3 Nxe4 5. d4 d5 6. Bd3 Bf5 7. O-O Be7 8. Re1 O-O 9. Nbd2 Nd6 10. Nf1 Bxd3 11. Qxd3 c6 12. Bf4 Na6 13. h4 Nc7 14. Ng5 Bxg5 15. Bxg5 f6 16. Bf4 Qd7 17. Ng3 Rae8 18. Bxd6 Qxd6 19. Nf5 Qd7 20. Qh3 Kh8 21. h5 Rxe1+ 22. Rxe1 Re8 23. Rxe8+ Nxe8 24. g4 a6 25. b3 Qe6 26. Ne3 Nd6 27. h6 g6 28. c4 dxc4 29. bxc4 Kg8 30. Qh2 Kf7 31. c5 Nb5 32. Qb8 Qd7 33. Qh8 Ke6 34. f4 Nxd4 35. Qg8+ Qf7 36. Qc8+ Qd7 37. Qg8+ Qf7 38. Qd8 Qd7 39. f5+ gxf5 40. gxf5+ Nxf5 41. Qxd7+ Kxd7 42. Nxf5 Ke6 43. Ne3

Во 2-м круге была Русская партия, поэтому соперники до 30-го хода сохраняли равную позицию. На 25-м ходу Непомнящий начал активизацию своих фигур, а Ван Хао стал вскрывать позицию. Непомнящий этим воспользовался и начал играть на победу без риска проиграть. К 50-му ходу позиция была всё ещё ничейной, Непомнящий после партии говорил: «На доске почти форсированная ничья. Чёрные ничем не угрожают, и в этом состоит главная проблема и опасность позиции». Он отметил, что партия к тому моменту шла 6 часов, поэтому Ван Хао защищался точно, но допустил несколько неточностей и не смог удержать позицию.
[Event "FIDE Candidates 2020"]
[Site "Yekaterinburg RUS"]
[Date "2021.04.24"]
[Round "12.4"]
[White "Wang Hao"]
[Black "Nepomniachtchi, I.."]
[Result "0-1"]
[WhiteElo "2762"]
[BlackElo "2774"]
[Variant "Standard"]
[TimeControl "-"]
[ECO "C42"]
[Opening "Petrov's Defense: French Attack"]
[Termination "Normal"]
[Annotator "lichess.org"]
1. e4 e5 2. Nf3 Nf6 3. Nxe5 d6 4. Nf3 Nxe4 5. d3 Nf6 6. d4 d5 7. Bd3 Bd6 8. Qe2+ Qe7 9. Qxe7+ Kxe7 10. O-O Nc6 11. c3 h6 12. Nh4 Re8 13. Nf5+ Bxf5 14. Bxf5 Kf8 15. g3 Ne7 16. Bh3 Nc8 17. Nd2 a5 18. a4 c6 19. Rd1 h5 20. Nf1 g6 21. f3 Nb6 22. b3 Kg7 23. Kf2 Nbd7 24. Bg5 Nf8 25. Re1 Ne6 26. Be3 Rac8 27. Bd2 c5 28. dxc5 Bxc5+ 29. Kg2 Bb6 30. Rab1 Rc6 31. b4 Nc7 32. Rxe8 Ncxe8 33. bxa5 Bxa5 34. Rxb7 Nd6 35. Ra7 Bxc3 36. Bd7 Nxd7 37. Bxc3+ Rxc3 38. Rxd7 Rc6 39. Re7 Rc2+ 40. Kg1 d4 41. Rd7 Nf5 42. a5 Ra2 43. Ra7 Kf6 44. a6 h4 45. Ra8 h3 46. a7 Ke7 47. g4 Nd6 48. Rb8 Rxa7 49. Rb4 d3 50. Rb3 Ra2 51. Rxd3 Nc4 52. Ng3 Rg2+ 53. Kh1 Kf8 54. Rc3 Nb2 55. Rc8+ Kg7 56. Rd8 Rf2 57. Kg1 Rxf3 58. Ne4 Re3 59. Ng3 Ra3

Также примечательным стал поединок с Анишем Гири в 1-м туре. Гири играл белыми и применил новинку, сыграв на 12-м ходу Rc1 (выяснилось, что это он подготовил дома). Для Непомнящего это стало сюрпризом, но он сделал серию точных ходов (с 12-го по 14-й) и не только не попал в тяжёлую позицию, но и практически не потратил своего времени. Гири играл очень быстро и до 23-го хода ещё хотел реализовать свою идею, но на следующем ходу сыграл неточно, благодаря чему Непомнящий сразу же перехватил инициативу. Получился эндшпиль (Гири отдал ферзя за ладью и слона и пытался построить крепость), в котором Непомнящий играл точно и победил.
[Event "Candidates Tournament"]
[Site "Ekaterinburg"]
[Date "2020.03.17"]
[Round "1"]
[White "Giri, Anish"]
[Black "Nepomniachtchi, Ian"]
[Result "0-1"]
[WhiteElo "2763"]
[BlackElo "2774"]
[Variant "Standard"]
[TimeControl "-"]
[ECO "A33"]
[Opening "English Opening: Symmetrical Variation, Anti-Benoni Variation, Geller Variation"]
[Termination "Normal"]
[Annotator "lichess.org"]
1. Nf3 Nf6 2. c4 c5 3. Nc3 Nc6 4. d4 cxd4 5. Nxd4 e6 6. g3 Qb6 7. Ndb5 Ne5 8. Bf4 Nfg4 9. e3 a6 10. h3 axb5 11. hxg4 Nxc4 12. Rc1 d5 13. b3 Bb4 14. bxc4 Ra3 15. Be5 f6 16. Bd4 Qa5 17. Be2 Bxc3+ 18. Rxc3 Rxc3 19. Kf1 b4 20. g5 e5 21. Bxc3 bxc3 22. gxf6 gxf6 23. Qb1 Qc7 24. Qd3 b5 25. Qxc3 bxc4 26. e4 dxe4 27. Rh4 Be6 28. Rxe4 O-O 29. Bxc4 Kg7 30. Qb3 Rb8 31. Bxe6 Rxb3 32. Rg4+ Kf8 33. Bxb3 Qc1+ 34. Kg2 Qc6+ 35. Kg1 h5 36. Rg8+ Ke7 37. Rg7+ Kd6 38. Rh7 Qf3 39. Rh8 e4 40. Rd8+ Ke7 41. Bd1 Qc3 42. Rd5 h4 43. gxh4 f5 44. Rxf5 Qe1+ 45. Kg2 Qxd1 46. Rg5 Qa1 47. Rg4 Qb1 48. Rg3 Qxa2 49. Rh3 Qd5 50. Kf1 Qd1+ 51. Kg2 Qg4+ 52. Rg3 Qh5 53. Ra3 Qd5 54. Kg1 Kf6 55. Rg3 Qd1+ 56. Kg2 Kf5 57. Rg5+ Kf4 58. Rg3 Qd5 59. Kf1 Qd2 60. Kg2 Qd1 61. Re3 Kf5 62. Rg3 Kf6 63. Rh3 Kg6 64. Rg3+ Kh5 65. Rh3 Qb1 66. Re3 Kxh4 67. Rg3 Kh5 68. Rh3+ Kg4 69. Rg3+ Kf4 70. Re3 Qd1 71. Ra3 Ke5 72. Rg3 Kd4 73. Re3 Qd3
В партии против Раджабова на турнире Paris Rapid & Blitz был разыгран Берлинский вариант испанской партии. Непомнящий пожертвовал пешку и избрал дебютную новинку — на 17-м ходу взял пешку b7, после ответного взятия объявил вилку на ферзя и пешку b4 ходом 18.Nc6. Он выиграл темп с помощью нападения на ферзя, а также, после взятия пешки b4, направляет своего коня на центральное поле d5.
На 22-м ходу Раджабов совершил ошибку, уйдя королём на h8 от шаха Nf6+. Непомнящий сыграл 23. Bxg6!!, после fxg6 последовало 23. h4. Взятие hxg6 проигрывает сразу, ввиду вторжения белого ферзя по линии «h». Идея Непомнящего в том, чтобы напасть ладьёй на слона g7, которые защищает коня d4. Также при защищённом слоне g5 белые угрожают выиграть чёрного ферзя с помощью вскрытого нападения со взятием слона Rxg7. Раджабов пожертвовал ферзя, сыграв Qxe7. Непомнящий получил выигранную позицию, но в процессе допускал ошибки и смог победить только на 91-м ходу.
[Event "GCT Rapid Paris 2021"]
[Site "Paris FRA"]
[Date "2021.06.20"]
[Round "9.3"]
[White "Nepomniachtchi, I.."]
[Black "Radjabov, T.."]
[Result "1-0"]
[WhiteElo "2792"]
[BlackElo "2765"]
[Variant "Standard"]
[TimeControl "-"]
[ECO "C67"]
[Opening "Ruy Lopez: Open Berlin Defense, Showalter Variation"]
[Termination "Normal"]
[Annotator "lichess.org"]
1. e4 e5 2. Nf3 Nc6 3. Bb5 Nf6 4. O-O Nxe4 5. d4 Nd6 6. Ba4 exd4 7. c3 Be7 8. cxd4 b5 9. Bb3 O-O 10. Nc3 Bb7 11. Re1 Bf6 12. Bf4 Na5 13. Bc2 b4 14. Na4 g6 15. Ne5 Nb5 16. Nc5 d6 17. Nxb7 Nxb7 18. Nc6 Qd7 19. Nxb4 Nxd4 20. Nd5 Bg7 21. Re7 Qd8 22. Bg5 Kh8 23. Bxg6 fxg6 24. h4 Qxe7 25. Nxe7 Rae8 26. Be3 c5 27. Nd5 Re5 28. Nc3 Nd8 29. Qd2 N8e6 30. Bh6 Bxh6 31. Qxh6 Rf4 32. g3 Rf7 33. Qc1 Ref5 34. f4 h6 35. Qd1 g5 36. hxg5 hxg5 37. Ne4 Rh7 38. Nxd6 Rf6 39. f5 Rfh6 40. Kf2 Rh2+ 41. Ke3 Nc2+ 42. Ke4 Ned4 43. f6 Re2+ 44. Kd3 Nxa1 45. Qxa1 Re6 46. Ne4 Nf5 47. Qc1 Rd7+ 48. Kc3 Nd6 49. Qh1+ Kg8 50. Nxg5 Rxf6 51. Qd5+ Kf8 52. Qe5 Ne8 53. Ne6+ Kf7 54. Nxc5 Re7 55. Qd5+ Kg7 56. Qg5+ Kf7 57. Qd5+ Kg7 58. b3 Nd6 59. Kb4 Nf7 60. Ka3 Rd6 61. Qc4 Rg6 62. Qd4+ Kg8 63. Ne4 Ree6 64. g4 Kh7 65. Kb2 Rb6 66. Qd7 Kg7 67. Qxa7 Rge6 68. Ng5 Re2+ 69. Ka3 Rf6 70. Nxf7 Rxf7 71. Qd4+ Kg8 72. Qc4 Re5 73. b4 Kg7 74. Qd4 Re7 75. Kb3 Kg6 76. a3 Kg5 77. Ka4 Re4 78. Qb6 R4e6 79. Qf2 Kxg4 80. b5 Re3 81. Qg1+ Kf4 82. Qh2+ Kf5 83. Qh5+ Kf4 84. Qc5 R7e5 85. Qf8+ Ke4 86. Ka5 Rf3 87. Qb4+ Kf5 88. a4 Rfe3 89. Ka6 Re8 90. b6 R3e4 91. Qb5+

## Вне профессиональных шахмат
В школе играл в авиасимуляторы, позже начал играть в DotA. В 2013 году у него была большая серия неудачных турниров, поэтому он хотел завершить шахматную карьеру и заняться киберспортом, если результаты в шахматах не станут лучше. Ему помог прийти в себя Сергей Яновский.
Известен в сообществе DotA под ником FrostNova. Является победителем ASUS Cup Winter 2011 в составе команды TheRetry по дисциплине DotA. В 2015 году участвовал в турнире The International 2015 в качестве ведущего статистики (статсмэна). В ноябре 2024 года сыграл в турнире BetBoom Streamers Battle 8 с призовым фондом 4 млн рублей — самым большим в истории данной серии. 
Увлекается «Что? Где? Когда?»: в спортивной версии играет за московскую команду «Бешеная ладья», в телевизионном Клубе провёл одну игру в команде Елены Потаниной (первая специальная игра Осенней серии 2021 года, в которой против телезрителей сыграли любители игры). 5 декабря того же года выступил как телезритель — автор вопроса.
10 декабря 2021 года состоялась трансляция выпуска телеигры «Слабое звено» с участием Непомнящего. Он дошёл до финала и получил 152 000 рублей.
С октября 2021 года Непомнящего поддерживает Норникель. В декабре сыграл товарищескую партию с президентом Норникеля Владимиром Потаниным, которую выиграл в 37 ходов.
Непомнящий пишет шахматные обзоры, комментирует турниры.
Ярый болельщик московского «Спартака», сравнил поражение в матче против Дин Лиженя с футбольным матчем:
Этот матч для меня — настоящая спортивная драма. Мы же часто смотрим футбол и видим: команда ведет 1:0, транжирит кучу моментов, а в концовке пропускает в единственной атаке. Далее дополнительное время, серия пенальти, поражение и вылет. Если сильно утрировать, то у меня так и произошло. Я постоянно вел в счете, не с большим преимуществом, но все же. Было «+1» с огромным количеством «голевых моментов» разной остроты.
В июле 2023 года, когда ему исполнилось 33 года, сыграл партию с писателем Александром Цыпкиным на глубине 700 метров на руднике «Октябрьский» в Норильске, установив мировой рекорд.
Проводит турниры памяти своего тренера Валерия Зильберштейна в Брянске с призовым фондом в 3 млн рублей.
В начале марта 2022 года выступил против вторжения России на Украину, подписав открытое письмо 44 шахматистов Владимиру Путину. Его политическая позиция стала причиной прекращения общения с Карякиным.